# الاحتجاجات العراقية 2011
الاحتجاجات العراقية 2011 هي حملة احتجاجات شعبية بدأت منذ مطلع شهر فبراير عام 2011 متأثرة بموجة الاحتجاجات العارمة التي اندلعت في الوطن العربي مطلع عام 2011 وبخاصة الثورة التونسية وثورة 25 يناير المصرية اللتين أطاحتا بالرئيس التونسي زين العابدين بن علي والرئيس المصري حسني مبارك. قاد هذه الاحتجاجات شبان يطالبون بالقضاء على الفساد وإيجاد فرص عمل لأعداد كبيرة من العاطلين، والدعوة إلى إصلاحات سياسية واقتصادية واجتماعية. فيما رصد المراقبون غيابا للأحزاب والكتل السياسية والرموز الدينية التي استحوذت على الشارع العراقي بعد الغزو الأميركي للبلد عام 2003، الأمر الذي أوضح أن الصراع الطائفي والعرقي ليس بين أبناء الشعب بل بين الكيانات السياسية التي لا تمثل واقع المجتمع.

## الأسباب
تتلخص مطالب المحتجين في:
1. المطلب الأول يتمثل في إخراج الاحتلال وإنهاء الاتفاقية الأمنية مع الاحتلال الأميركي، عبر البرلمان الذي يستطيع التصويت عليها وإلغاءها.
2. تعديل الدستور الذي أسس للمحاصصة الطائفية.
3. محاسبة المفسدين الذين ينتشرون في كل مفاصل الدولة والقضاء على الفساد المنتشر في البلاد.

### 1- الاحتلال الأمريكي للعراق
دعا المتظاهرون إلى إخراج الاحتلال جمع رفض الاحتلال بكل اشكاله وإنهاء الاتفاقية الأمنية مع الاحتلال الأميركي، عبر البرلمان الذي يستطيع التصويت عليها وإلغاءها. خاصة أن الحكومات المتعاقبة في ظل الاحتلال منذ ثماني سنوات لم تقدم شيئا للمواطن، كما أن البرلمانيين يقدمون الوعود الانتخابية، لكنهم لا ينفذون أيا منها.

### 2- تردي الأوضاع الأمنية
كاستمرار عمليات التفجير في الأماكن العامة، وتفجير الحافلات، ومقتل الضحايا من الأبرياء والمدنيين. بالإضافة لاقتحام المنازل من قبل مسلحين مجهولين وقتل الأهالي في بيوتهم وفي الشوارع. وعجز الحكومة عن الحد من هذه العمليات.

### 3- الأوضاع الاقتصادية والاجتماعية السيئة
كانتشار البطالة وعدم توفر فرص العمل للشبان وخريجي الكليات، وارتفاع أسعار المواد الغذائية، ونقص المواد في البطاقة التموينية، وسوء الخدمات الطبية، وانتشار ظاهرة الأطفال المشردين والمتسولين في عموم محافظات العراق.
وتشير تقارير محلية ودولية إلى وجود نحو 4.5 مليون يتيم في العراق بسبب أحداث العنف التي تلت الغزو الأميركي في عام 2003، عدد كبير منهم فقدوا الأبوين، ويعيش الآلاف منهم في الشوارع بلا معيل أو ملجأ وأصبحوا هدفا سهلا لتجنيدهم من قبل العصابات واللصوص.

### 4- الأوضاع السياسية السيئة
دعا المتظاهرون إلى تغيير الدستور الذي أسس للمحاصصة الطائفية، كما استنكروا ممارسات انتهاك حقوق الإنسان، وعمليات الاعتقال العشوائية. ودعوا لإطلاق سراح المعتقلين والتخلص من طبقة السياسيين العراقيين القابضين على مقاليد الحكم.

### 5- انتشار الفساد الإداري والمالي
انتشار الفساد في كل مفاصل الدولة كسرقة المال العام من قبل كبار المسؤولين والاستحواذ على المخصصات المالية وعدم الاهتمام باحتياجات العراقيين. بالإضافة إلى تردي الخدمات الأساسية وانقطاع التيار الكهربائي والمياه الصالحة للشرب. والنهب المنظم الذي يستنزف الخزينة من جراء الرواتب الهائلة التي يتقاضاها السياسيون، فضلاً عن الأخطاء الكبيرة التي تعاني منها عدة مشاريع تنموية وخدمية، الأمر الذي ترك أثره السيئ على حياة المواطنين وكرس ظاهرة الفقر والعوز وانتشار البطالة، وحرمان العراقيين من أبسط حقوقهم. وعدم توفر فرص العمل للعاطلين. كما دعا المتظاهرون إلى إحالة كبار المسؤولين إلى المحاكمة لسرقتهم أموال العراق وتسببهم في الخراب الواسع للبلد وتشريد أبنائه".
صنفت منظمة الشفافية الدولية دولة العراق خلال عام 2010م كرابع أفسد دولة في العالم، بينما ظل البلد يراوح مكانه بين المرتبتين الثانية والثالثة في تقارير المنظمة ذاتها في الأعوام الستة الماضية. ويعتبر برنامج إعادة إعمار العراق من أكبر عناوين الفساد في العراق، وقد فتح الجيش الأميركي عام 2007م تحقيقا في عمليات احتيال وسوء تصرف في 1800 من عقود إعادة إعمار العراق خلال سنوات ما بعد الاحتلال. وكشف تقرير أصدره المفتش العام الأميركي المختص بإعادة إعمار العراق ستيوارت بوين عن ضياع مبالغ مالية تقدر قيمتها 8.7 مليارات دولار من أصل 9.1 مليارات دولار من أموال البرنامج مما يعني أن نحو 96% من المبلغ الإجمالي المودع في الصندوق قد أخذت طريقها إلى وجهة مجهولة.
ولا يقتصر الفساد في العراق على الأجهزة الإدارية والحكومية بل يمتد نحو الأجهزة التشريعية والرقابية، كما لا يقتصر على العراقيين فقط، بل يشمل قوات الاحتلال والمسؤولين الأميركيين. كما لا ينحصر أيضا في الصفقات الكبرى وعقود إنتاج النفط، بل حتى هدايا الأطفال لم تسلم من فضائح الفساد فقد احتج الجيش الأميركي وطالب الحكومة العراقية بفتح تحقيق في عملية بيع مسؤول عراقي لأكثر من ثمانية آلاف حاسوب بقيمة 1.9 مليون دولار أرسلت من قبل حكومة بلاده في العام الماضي كهدايا لأطفال المدارس العراقية عن طريق ميناء أم قصر (جنوبي البلاد).
ورغم أن العراق يحتوي على ثاني أكبر احتياطي في العالم، ويصدر أكثر من 2.2 مليون برميل يوميا من النفط، وتزيد موازنته للعام الحالي على 82 مليار دولار فإن أكثر من 40% من سكانه يعيشون تحت خط الفقر، وأكثر من نصف سكانه عاطلين عن العمل، ونفس النسبة تقريبا من مواطنيه يعانون الأمية.
وللعلم فإن الطاقة المولدة محليا في العراق والمستوردة من إيران وسوريا المجاورتين لا تزيد عن ستة آلاف وخمسمائة ميغاوات، بينما يقدر الطلب على الطاقة بنحو 13 ألفا وخمسمائة ميغاوات وأكثر.

### 6- قيام الثورة الشعبية التونسية والمصرية
اندلعت الثورة الشعبية في تونس في 18 ديسمبر عام 2010 م احتجاجاً على الأوضاع الاجتماعية والاقتصادية والسياسية السيئة وتضامناً مع محمد البوعزيزي الذي أضرم النار في نفسه. واستطاعت هذه الثورة في أقل من شهر (في 14/1/2011 م) الإطاحة بالرئيس التونسي زين العابدين بن علي (الذي حكم البلاد لمدة 23 سنة بقبضةٍ حديدية).
كما اندلعت ثورة 25 يناير في مصر والتي تأثرت بالثورة الشعبية التونسية. واستطاعت هذه الثورة في 11/2/2011 م إسقاط أقوى الأنظمة العربية وهو نظام حسني مبارك خلال 18 يوماً من اندلاعها.
هذا النجاح الذي حققته هاتين الثورتين أظهر أن قوة الشعب العربي تكمن في تظاهره وخروجه إلى الشارع، وأن الجيش هو قوة مساندة للشعب وليس أداة لدى النظام لقمع الشعب. كما أضاءت تلك الثورة الأمل لدى الشعب العربي بقدرته على تغيير الأنظمة الجاثمة عليه وتحقيق تطلعاته.

## مجريات الأحداث
بعد نجاح ثورة 25 يناير في مصر وسقوط نظام حسني مبارك وقبلها الثورة الشعبية في تونس، ذكرت صحيفة «البينة الجديدة» اليومية المستقلة أن هناك دعوات عبر مواقع إليكترونية للعراقيين العاطلين عن العمل والمثقفين والأرامل والأيتام للمشاركة في مظاهرات واسعة أطلق عليها «ثورة الغضب العراقي» يوم الجمعة 25 فبراير/شباط 2011 م في ساحة التحرير وسط العاصمة بغداد. وأوضحت الصحيفة أنها تلقت بيانا من مواقع إليكترونية تدعو العراقيين العاطلين عن العمل والمثقفين والمسحوقين وخريجي الجامعات إلى الخروج في مظاهرات عارمة في ذلك اليوم والتي من المتوقع أن تكون مليونية. وأشارت الصحيفة إلى أنه «تم إبلاغ الآلاف من الشباب الواعي عن طريق الرسائل الإليكترونية والفيسبوك، كما وجهت تلك الرسائل النداء لقوات الجيش والشرطة بأن يكونوا حماة للوطن والشعب».

### الإثنين 14/2/2011 م (احتجاجات عيد حب العراق)
انطلقت اليوم حملة الاحتجاجات في العراق على أن تتوج بمظاهرة يوم غضب في يوم الجمعة 25/2/2011 م.
- بغداد: نظمت أربع مجموعات منها «لا للصمت»، و«بغداد ليست قندهار»، و«الثورة الزرقاء» احتجاجات عيد الحب في بغداد للتنديد بالفساد والجشع بين المسؤولين العراقيين، مطالبة إياهم بتوفير فرص العمل وتحسين خدمات الكهرباء والمياه والصرف الصحي.[4] فقد تظاهر عشرات الشبان العراقيين في ساحة التحرير بوسط العاصمة بغداد صباح اليوم مطالبين بتوفير الخدمات وفرص العمل والقضاء على الفساد في أجهزة الحكومة. ورفع المشاركون في المظاهرة الذين ناهز عددهم نحو مائتي شاب وشابة شعارات تطالب بإقالة أمين بغداد، صابر العيساوي لفشله في عمله وتجاوزه المدة الدستورية. كما ردد المتظاهرون هتافات تدعو إلى القضاء على الفساد الإداري والمالي وسرقة المال العام ومعاقبة المسؤولين المفسدين وتوفير الخدمات وفرص العمل للعاطلين. وأطلق المشاركون في المظاهرة -التي انطلقت من ساحة التحرير باتجاه ساحة الفردوس- على أنفسهم اسم «شباب 14 شباط» ويؤلفون أربع مجموعات على موقع التواصل الاجتماعي (فيسبوك). وقد اعتقلت أجهزة الأمن العراقية الناشط عدي الزيدي، أحد منظمي المظاهرة. وكان ناشطون عراقيون وزعوا أمس منشورات في الجامعات العراقية تدعو الشباب العراقيين إلى بدء مظاهرات في ساحتي التحرير والفردوس وسط بغداد اليوم، كما دعت المنشورات الشباب العراقيين إلى المشاركة في المظاهرات المنتظر أن تبلغ ذروتها يوم 25 فبراير/شباط الجاري.[6]
- الرمادي: شهدت مدينة الرمادي بمحافظة الأنبار (100 كلم غرب بغداد) اليوم مظاهرة كبيرة رفع المتظاهرون فيها شعارات تطالب بتحسين الوضع الأمني والخدمي بالمحافظة وتوفير فرص العمل وإطلاق المعتقلين وإيقاف عمليات الاعتقالات العشوائية والمطالبة بإقالة محافظ الأنبار قاسم محمد ورئيس مجلس المحافظة جاسم الحلبوسي. ورفع المتظاهرون شعارات مثل «لا للمفسدين لا للحاقدين لا للاعتقالات» و«عاش العراق.. عاش الجيش.. عاش أهل الأنبار» و«نطالب بالتغيير» وهتافات أخرى ضد مجلس محافة الأنبار تعده «خائنا وسارقا» وتطالب المشرفين عليه بالرحيل.[7]

### الأربعاء 16/2/2011 م
- مدينة الكوت: قـُتل ثلاثة أشخاص وأصيب 50 آخرون بجراح في مدينة الكوت بمحافظة واسط جنوب العراق في اشتباكات دموية بين قوات الأمن ومتظاهرين يطالبون بتحسين الخدمات الأساسية.[4] فقد هاجم 2000 متظاهر مكاتب حكومية في مدينة الكوت مركز محافظة واسط، ورشقوا مقر مجلس المحافظة بالحجارة احتجاجا على تردي الخدمات العامة، قبل أن يقوموا بإحراقه، وطالب المتظاهرون باستقالة المحافظ لطيف حمد الطرفة كما قام بعضهم بإشعال النار في منزل المحافظ. وصبّ بعض المحتجين جام غضبهم على رئيس الوزراء نوري المالكي وأخذوا يهتفون «تسقط حكومة المالكي.. يسقط الفساد.. يسقط اللصوص». في حين نقلت وكالة الصحافة الفرنسية أن حراس الأمن الخاص التابعين لمجلس المحافظة أطلقوا العيارات النارية الحية على المحتجين أثناء محاولتهم اقتحام المبنى.[8] ونقلت وكالة رويترز عن مصدر في الشرطة بالكوت القول إن ثلاثة محتجين قُتلوا في الاشتباكات وجُرح قرابة 50 آخرين من بينهم 15 شرطيا. ومن جانبها، وصفت وكالة أسوشيتد برس المظاهرة بأنها من بين الأحداث الأكثر إثارة منذ أن بدأ العراقيون يصبون غضبهم على الحكومة بسبب سوء أدائها على كافة الأصعدة. وقالت مصادر الشرطة إن الأخيرة لم تتمكن في بادئ الأمر من تفريق المحتجين لكنها استطاعت في وقت لاحق إخلاء الشوارع عن طريق إطلاق الأعيرة النارية في الهواء بشكل مستمر.
- بغداد: قامت قوة عسكرية عراقية فجر الأربعاء (الساعة 1 ليلاً) باقتحام ساحة الفردوس وسط بغداد، واقتلعت خيمة كان صحفيون عراقيون نصبوها الثلاثاء للاعتصام ووجهوا دعوات للصحفيين والإعلاميين العراقيين للانضمام إليهم.[8]

### الخميس 17/2/2011 م
- السليمانية: خرجت اليوم مظاهرات في مدينة السليمانية في كردستان العراق فقتل مواطن وأصيب 33 آخرون بجروح برصاص أطلقه ملثمون من قوات الحزب الديمقراطي الكردستاني على المتظاهرين كانوا يطالبون بالتغيير وتحسين أوضاعهم المعيشية، كما شنت قوات الأمن حملة اعتقالات في صفوف المتظاهرين. كانت المظاهرات سلمية في البداية إلى أن عبر المتظاهرون مقر الحزب في شارع سالم في قلب المدينة والذي يعد أحد الشوارع الرئيسية في السليمانية، حيث بدؤوا برشق مقر الحزب بالحجارة وتحرشوا بالحراس الذين ردوا بدورهم بإطلاق النار. واستهدف الحرس المتظاهرين في منطقة القدم وسمعت أصوات العيارات النارية من حين لآخر مع غياب تام لقوات الأمن والشرطة باستثناء عدد من قوات مكافحة الشغب التي تحيط بمقر الحزب، في حين بدأت الشرطة لاحقا بالوصول إلى المكان. فيما تشهد المدينة تواجدا أمنيا واسعا وطيرانا مكثفا للمروحيات العسكرية.[9]
- الناصرية: وفي مدينة الناصرية مركز محافظة ذي قار جنوبي العراق اشتبك المتظاهرون مع قوات الأمن ثم أحرقوا مقر المجلس البلدي. وكانت الاحتجاجات على تفشي الفساد وتدهور الأوضاع المعيشية. وطالب المتظاهرون بحل المجلس البلدي (قبل أن يحرقوه) وتوفير فرص عمل وإنعاش البطاقات التموينية ومحاسبة المفسدين.[10]
- مدينة النصر: كما وقعت مواجهات بين أهالي مدينة النصر في محافظة ذي قار وبين الشرطة استخدم المتظاهرون فيها الحجارة بينما ردت الشرطة عليهم مستخدمة الهري، وأحرق المتظاهرون مقر المجلس البلدي. وقد أسفرت تلك المواجهات عن إصابة شرطي بجروح خطيرة، في حين تم اعتقال عدد من المتظاهرين.[9]
- البصرة: خرج مئات المواطنين في مظاهرتين إحداهما أمام المصرف الرئيسي والأخرى قبالة مبنى محافظة البصرة في وسط المدينة. وطالب المتظاهرون بإقالة المحافظ ومحاسبة المسؤولين الفاسدين وتوفير فرص عمل للعاطلين، وتحسين الخدمات التي يقولون إنهم افتقدوها منذ سنوات.[11]
- واسط: تجددت المظاهرات في واسط جنوب بغداد للمطالبة بحل مجلس المحافظة. وأطلقت أجهزة الأمن النار على المتظاهرين. فقتلت ثلاثة أشخاص وجرحت 47 شخصاً.[12]

وعلى صعيد متصل قدم النائب عن دولة القانون جعفر محمد باقر الصدر استقالته من عضوية مجلس النواب اليوم، وذلك احتجاجا على تردي الخدمات المقدمة للعراقيين والتضامن مع المتظاهرين المطالبين بحقوقهم المشروعة، بحسب مصدر برلماني طلب عدم الكشف عن اسمه. والصدر هو الابن الأكبر للسيد محمد باقر الصدر الذي اغتيل عام 1981م ويعد واحدا من أبرز علماء الشيعة في العراق.
في هذه الأثناء قال رئيس الوزراء العراقي نوري المالكي أنه غير متخوف من المظاهرات لأن العراق بلد ديمقراطي ومستقر، على حد تعبيره.

### الجمعة 18/2/2011 م
- البصرة: خرج نحو ألف متظاهر يدعون إلى إقالة محافظ البصرة، وأغلقوا جسرا في المدينة. وطالبوا بتحسين الخدمات في مدينتهم وبتوفير فرص العمل وزيادة التموين. ورفع المتظاهرون شعارات تهدد بأن مظاهرة اليوم السلمية لا تعني أن المظاهرة القادمة ستكون سلمية هي الأخرى.[11]

### السبت 19/2/2011 م
- بغداد: وقعت صدامات اليوم السبت بين متظاهرين وأجهزة الأمن العراقية أمام المنطقة الخضراء شديدة التحصين ببغداد. وجرت المصادمات مع قوات الأمن العراقية حينما احتشد متظاهرون –قدر عددهم بالآلاف- منذ ساعات الصباح الأولى محاولين اقتحام البوابة الرئيسية التي تقع بالقرب من جسر الجمهورية من جانب الكرخ. ولم ترد معلومات عن سقوط ضحايا خلال هذه الصدامات. واستخدمت القوات الأمنية خراطيم المياه والقنابل المسيلة للدموع بعد أن اندفع العشرات من المتظاهرين باتجاه البوابة الرئيسية للمنطقة الخضراء.[2]

كما شهدت بغداد اليوم عدة مظاهرات في مناطق مختلفة كان أبرزها مظاهرة للمئات من الأطفال الأيتام في مدينة المنصور (غرب بغداد) طالبوا خلالها بالحصول على رعاية الدولة وتوفير احتياجاتهم الأساسية من خدمات صحية وإنسانية وتعليمية.
كما خرجت خمس مظاهرات أخرى وتوزعت على مناطق حي العبيدي ومدينة الصدر (شرق بغداد) ومدينة الكاظمية (شمال شرق) وساحة التحرير في قلب العاصمة.
وبينما اقتصرت شعارات وهتافات المتظاهرين خلال الأيام الخمسة الماضية على توفير الغذاء وتحسين الأوضاع الأمنية، رفعوا اليوم سقف مطالبهم من خلال هتافات تطالب بمحاسبة من أسموهم بالفاسدين بالوزارات والمؤسسات الحكومية.
- وفي مدينة الصدر (شرق بغداد): طالب ما يقرب من 250 متظاهراً بتعبيد الطرق الطينية الوسخة، وتوفير البطاقة التموينية، ورددوا هتافات هددوا فيها السلطات المحلية بعدم وقوفهم مكتوفي الأيدي في حال عدم تنفيذ مطالبهم وبأسرع وقت.[2]
- وفي السليمانية: نشب توتر شديد بين كتلة التغيير والحزبين الكرديين (الحزب الديمقراطي الكردستاني بزعامة مسعود البارزاني والاتحاد الوطني الكردستاني بزعامة جلال الطالباني) على خلفية تصدي الأجهزة الأمنية للمتظاهرين الخميس بمدينة السليمانية شمالي العراق. وكشف مسؤول كردي بارز عن وجود وساطة بين الطرفين. وطالب متظاهرون في ساحة السراي وسط السليمانية اليوم بإجراء إصلاحات حكومية ومحاربة الفساد والفاسدين، وحاولوا اقتحام مقر الحزب الديمقراطي الكردستاني فتصدى لهم الحراس وأطلقوا عليهم النار، مما أدى إلى مقتل أحد المتظاهرين وإصابة 45 آخرين.[1]

واتهم الحزبان الكرديان كتلة التغيير بالوقوف وراء المظاهرات، إلا أنها نفت ذلك وأعلنت عدم مشاركتها في المظاهرات. وزاد التوتر بين الطرفين بعدما اقتحم مسلحون مقار كتلة التغيير في أربيل ودهوك. وما زالت أعداد من المتظاهرين يتحصنون داخل جامعة السليمانية مطالبين بخروج قوات الأمن منها، في حين أطلق رجال الأمن النار عليهم مما أسفر عن إصابة أربعة منهم وفق مصادر صحية بالسليمانية.

### الأحد 20/2/2011 م
- السليمانية: تجددت اليوم المواجهات بين متظاهرين مطالبين بالإصلاحات السياسية وبين عناصر الشرطة المحلية بمدينة السليمانية عن إصابة خمسة أشخاص بجروح. وقال مصدر طبي إن مستشفى السليمانية استقبل عصر اليوم خمسة متظاهرين مصابين بطلقات نارية. وكانت تقارير قد أفادت قيام قوات الأمن الكردية (الأسايش) بإطلاق النار لتفريق متظاهرين متوجهين إلى مقر الفرع الرابع للحزب الديمقراطي الكردستاني في محافظة السليمانية، ورد المتظاهرون على هذه القوات بالحجارة.[13]

هذا وقد أحرق مسلحون مجهولون مبنى القناة الفضائية «ناليا» الإخبارية (كردية مستقلة) التي بدأت بثها التجريبي بتغطية مباشرة لمظاهرات شهدتها مدينة السليمانية شمال العراق قبل ثلاثة أيام. وقال مدير القناة توانا عثمان أن المسلحين أطلقوا النار فجر اليوم على أحد حراس المبنى وأصابوه بجروح قبل أن يقتحموا المبنى ويطلقوا النار على الأجهزة ثم يضرموا النار في المبنى. ويقع مبنى المحطة في منطقة محمية من قبل قوات الأمن في إقليم كردستان.
- بغداد: في غضون ذلك أعلنت محافظة بغداد شروطها للسماح بتنظيم المظاهرات في العاصمة العراقية، ومن بينها تقديم طلب للحصول على الموافقة قبل سبعة أيام من موعد انطلاق المظاهرة، الأمر الذي اعتبره مراقبون إجراء استباقيا لإجهاض مظاهرة حاشدة من المقرر تنظيمها في ساحة التحرير وسط بغداد يوم الجمعة المقبل، أي بعد خمسة أيام من الآن.[13]

### الإثنين 21/2/2011 م
تعرض معتصمون في ساحة التحرير بوسط بغداد فجر الاثنين لهجوم من قبل أكثر من 90 مجهولاً يحملون العصي الكهربائية والهريّ والسكاكين (ويوصفون بالبلطجية) ويغطون وجوههم ويرتدون ملابس مدنية سوداء، وقد أسفر الهجوم عن إصابة عدد من المعتصمين بجروح، في حين اعتقل آخرون.
في هذه الأثناء، أعلن المرجع الديني الشيعي بشير النجفي دعمه للمطالب المشروعة للمتظاهرين والمعتصمين، داعيا المسؤولين إلى الاستجابة إليها وإبعاد العناصر المفسدة من المؤسسات الحكومية. وقال النجفي في بيان أصدره مكتبه في النجف، أن صوته «مع صوت الشعب العراقي المنهك المظلوم في مطالبه المشروعة»، مضيفا أن «للشعب الحق شرعا وقانونا بأن يطالب بحقوقه كافة بالتظاهر والاعتصام السلميين».

### الثلاثاء 22/2/2011 م
ناشد رئيس الوزراء العراقي نوري المالكي المتظاهرين في مختلف المدن العراقية تأجيل طلباتهم بتوفير الخدمات والغذاء والأمن إلى العام المقبل. وعزا عدم القدرة خلال العام الجاري لتنفيذ طلبات المتظاهرين إلى عدم توفر أموال في موازنة العام الجاري تكفي لتحقيق الطلبات.
أثارت هذه المناشدة استغراب العديد من خبراء الاقتصاد العراقيين، مشيرين إلى أن موازنة العراق المعتمدة للعام 2011 م والبالغة 82.6 مليار دولار كبيرة وفقا للمعايير الدولية ويمكنها تلبية احتياجات العراقيين.
-- وفي إقليم كردستان:
- السليمانية: تجددت المظاهرات المستمرة في مدينة السليمانية منذ نحو أسبوع للمطالبة بإجراء إصلاحات سياسية ومكافحة الفساد وتحسين الأوضاع في إقليم كردستان العراق. وقد تحولت مدينة السليمانية -التي تعد محورا ثقافيا واقتصاديا في العراق- إلى مدينة عسكرية في الأيام الماضية بعد استمرار المظاهرات المناهضة للحكومة، حيث قتل منذ بداية التظاهر ثلاثة أشخاص وجرح أكثر من 100 في صدامات بين المتظاهرين ومليشيات لها صلة بالحزبين الحاكمين في الإقليم الكردي. ويصر المتظاهرون على نقل احتجاجاتهم إلى مدن أربيل ودهوك وكركوك، لإجبار المسؤولين على القيام بتغييرات جذرية في الحكومة. حيث نزل اليوم إلى الشوارع نحو 3000 شخص رفعوا لافتات «عندنا ساحة تحرير، لا تنسوا حسني مبارك» و«نطالب بإصلاحات وتغييرات فورية قبل فوات الأوان».[16]
- حلبجة: قتل شخص وأصيب أربعة آخرون بجروح في مواجهات بين متظاهرين وقوات الأمن في مدينة حلبجة بكردستان العراق. وقد حاول المتظاهرون في مدينة حلبجة السيطرة على مقر الحزب الديمقراطي الكردستاني بزعامة رئيس كردستان العراق مسعود البارزاني، غير أن قوات الشرطة صدت المتظاهرين مما أدى لمواجهات أوقعت قتيلا وأربعة جرحى بينهم شرطيان إضافة إلى اعتقال أكثر من 20 محتجا.
- ووصف رئيس حكومة إقليم كردستان برهم صالح المظاهرات في السليمانية ضد الحكومة بـ«الفتنة» والقائمين بها بـ«مثيري الشغب» قائلا عقب اجتماع ضم الأحزاب الرئيسة في كردستان «أنا اسمي هذه الحالة بالفتنة لأنها تحاول خلق فوضى سيتضرر منها جميع الشعب الكردي».

وقد أفرجت حكومة كردستان اليوم عن بعض المتظاهرين الذين اعتقلوا في وقت سابق من الأسبوع في محاولة لاسترضاء الحشود الغاضبة، كما استقال رئيس لجنة مكافحة الفساد في البرلمان الكردي رفيق فدير من منصبه احتجاجا على عدم إحراز تقدم في اللجنة.
- والأحزاب السياسية المهيمنة في كردستان العراق هي الحزب الديمقراطي الكردستاني الذي يتزعمه مسعود البارزاني وحزب الاتحاد الوطني الكردستاني الذي يتزعمه الرئيس العراقي جلال الطالباني ولكل منهما له مليشيا خاصة به، في حين يقبع في المعارضة حزب التغيير والاتحاد الإسلامي الكردستاني والجماعة الإسلامية[ ؟ ].
- ويتمتع إقليم كردستان العراق باستقلال فعلي منذ نهاية حرب الخليج الأولى في العام 1991 م، مما اجتذب مستثمرين أجانب باعتباره منطقة مستقرة نسبيا مقارنة مع بقية العراق الذي تعرض لحرب طائفية وتمرد مستعر في أعقاب الغزو الذي قادته الولايات المتحدة في 2003 م.[16]

### الأربعاء 23/2/2011 م

مدير دائرة الأفراد في وزارة الدفاع الفريق عبد العزيز الكبيسي ينزع رتبته العسكرية

- بغداد: استقال الفريق الركن عبد العزيز الكبيسي من منصب المدير العام في وزارة الدفاع العراقية وتخلى عن رتبته العسكرية ونزعها عن كتفيه أمام شاشات التلفزيون. وعقب هذه الخطوة اعتقلته قوة أمنية اليوم من منزله ببغداد، كما اعتقلت جميع أفراد حمايته، وفق ما ذكرت العائلة.[17]

ووصف الكبيسي الحكومة العراقية بالفاسدة، ودعا جميع الضباط لإعلان استقالتهم والالتحاق بركب المتظاهرين الذين قرروا الخروج في مظاهرة مليونية الجمعة 25 فبراير/شباط 2011 م.
وقد استجاب ثلاثة ضباط لهذه الدعوة وأعلنوا استقالاتهم، أحدهم برتبة عقيد.
وكشف عدي الزيدي (أحد منظمي التظاهرات في العراق) أن هؤلاء الضباط التحقوا بالمظاهرات، وأن 37 عنصرا من وزارة الداخلية قد استقالوا أيضا والتحقوا بجموع المتظاهرين.
وأكد رئيس حزب الأمة العراقية مثال الآلوسي أن الفريق عبد العزيز الكبيسي عاد إلى العراق بعد العام 2003 م، مشيرا إلى أنه عسكري محترف تسلم مناصب عدة منها مدير الاستخبارات العسكرية وآخرها مدير إدارة الأفراد في وزارة الدفاع. وقال «إن رجلا في هذا المنصب والعمر لا يمكن أن يتفوه بمثل الكلام الذي قاله عبر شاشات التلفزيون دون أن يكون لديه إدراك ودلالات لما يقول»، ووصف الاتهامات التي وجهها الفريق عبد العزيز الكبيسي بالخطيرة.
من جهته قال الخبير الأمني العراقي العميد الدكتور وليد الراوي أن الفريق عبد العزيز الكبيسي ضابط من ضباط الجيش العراقي السابق وكان معارضا لنظام الرئيس السابق للعراق صدام حسين وحكم عليه بالسجن وبعد شموله بالعفو غادر إلى لندن. وأضاف أنه عاد بعد الغزو الأميركي للعراق في 2003 م وتسلم مناصب هامة في وزارة الدفاع أهمها مدير الاستخبارات العسكرية. ويؤكد الراوي أن موقف الكبيسي مشرف للمؤسسة العسكرية العراقية الوطنية، وتوقع أن تشجع خطوته الكثير من الضباط والأفراد من منتسبي القوات المسلحة العراقية والأجهزة الذين قال إن فيهم الكثير يعملون لمصلحة العراق وليس لمصلحة أفراد أو أحزاب.
أما المحلل السياسي العراقي هارون محمد فقال أن استقالة الكبيسي جاءت بعد كشفه ما سماها مواطن الخلل في الحكومة العراقية ووزارة الدفاع التي أكد أنه اطلع عليها من خلال عمله مديرا للاستخبارات العسكرية ثم مستشارا في مجلس الأمن القومي ومديرا للأفراد في وزارة الدفاع.

### الخميس 24/2/2011 م
- فقدان مليارات الدولارات: كشف رئيس مجلس النواب العراقي أسامة النجيفي عن بدء التحقيق في فقدان أربعين مليار دولار سحبت من صندوق التنمية العراقي وما زال مصيرها مجهولا، الأمر الذي أثار جدلا جديدا بشأن أموال الدولة وتبديد المال العام. ويأتي الكشف عن فقدان هذا المبلغ الضخم في وقت يشهد الشارع العراقي احتجاجات واسعة للمطالبة بتوفير الغذاء والخدمات ومحاسبة الفاسدين وسراق المال العام، وتنطلق غدا أكبر مظاهرة احتجاجية في العراق. وقال المستشار في البنك المركزي العراقي مظهر محمد صالح إن هذه المبالغ كانت تودع في صندوق التنمية العراقي، ولا علاقة للبنك المركزي فيها، وكانت تشرف عليه لجنة الإشراف والتحقق التابعة للأمم المتحدة.[18]
- اعتقال منتظر الزيدي: اعتقلت القوات الأمنية العراقية الناشط منتظر الزيدي وشقيقه بالأعظمية شمالي العاصمة بغداد، وذلك قبل يوم من المظاهرات المقررة غدا الجمعة في العراق للتنديد بسوء الأحوال المعيشية وانتشار الفساد. والزيدي هو صاحب حادثة الحذاء المشهورة، حيث كان قد رمى الرئيس الأميركي السابق جورج دبليو بوش بفردتي حذائه عندما كان يعقد مؤتمرا صحفيا رفقة رئيس الوزراء نوري المالكي، وذلك في آخر زيارة لبوش إلى العراق في 2008 م. ويذكر أن منتظر الزيدي عاد إلى بغداد قبل عدة أيام قادماً من لبنان، حيث أقام بها بعد إطلاق سراحه عام 2009 م بعد العقوبة التي أمضاها على خليفية رشقه بوش بالحذاء. وأعلن الزيدي أنه عاد إلى العراق للمشاركة في المظاهرات الاحتجاجية التي ينظمها العراقيون ضد الفساد وفقدان الأمن وازدياد أعداد العاطلين عن العمل والمطالبة بإيقاف حملات الاعتقال العشوائية وإطلاق سراح المعتقلين الأبرياء.[19]
- نوري المالكي يصدر تحذيراً: دعا رئيس الوزراء العراقي نوري المالكي اليوم الشعب العراقي إلى عدم المشاركة في مظاهرات «يوم الغضب» المقررة غداً الجمعة، للمطالبة بتحسين الخدمات ومكافحة الفساد، معتبرا أنها «مريبة» ويقف وراءها أنصار الرئيس العراقي السابق صدام حسين. وقال المالكي -في خطاب أذاعه التلفزيون الرسمي- «أدعو إلى عدم المشاركة في مظاهرة الغد لأنها مريبة، وفيها إحياء لصوت الذين دمروا العراق وأسقطوا سيادته، ودمروا مؤسساته وأشاعوا القتل والفساد»، مشيرا إلى أن «هذا لا يعني أبدا حرمانكم من حق المظاهرات المعبرة عن المطالب المشروعة». وقال «أحذركم من مخططاتهم التي تستهدف حرف المسيرات والمظاهرات لتتحول إلى مظاهرات قتل وشغب وتخريب، وإشعال فتنة تصعب السيطرة عليها، وتفجيرات وأحزمة ناسفة».[20]
- حظر المركبات عشية المظاهرات: قررت قوات الأمن العراقية فرض حظر على سير كل المركبات والدراجات في بغداد عشية مظاهرات «يوم الغضب» المقررة غداً.[21]
- اعتقال الصحفيين: أصدرت السلطات العراقية مذكرات قبض بحق عدد من الصحفيين العراقيين الذين شاركوا في اعتصام ساحة الفردوس، ويشاركون في مظاهرة «يوم الغضب» غدا الجمعة. وقال الصحفي العراقي حسن جمعة الذي تعرض لتهديدات من جهات مجهولة من أجل تعليق الاعتصام وعدم المشاركة بمظاهرة الجمعة، أن «مذكرات قبض أصدرت من جهات أمنية بحقي وبحق بعض الصحفيين والإعلاميين من الذين كانوا مرآة للحقيقة وتصدوا للأعمال الاستفزازية التي رافقت مظاهرتنا واعتصامنا في ساحتي الفردوس والتحرير». وأشار إلى أن مذكرات القبض شملت الصحفيين الذين كانوا في مقدمة المعتصمين في ساحة الفردوس، ومنهم زياد العجيلي وعماد الخفاجي وعماد جاسم وعماد العبادي وجبار المشهداني وغيرهم من الصحفيين والإعلاميين. وأكد جمعة أن هذه الاستفزازات لن تثنيهم عن المشاركة في تظاهرة الجمعة، وقال «سنكون خلف الشباب الذين بدؤوا بتنظيم هذه المظاهرة عبر مواقع فيسبوك وتويتر ومواقع أخرى، وسنقوم بأداء واجبنا الصحفي في نقل الصورة الحية لما يجري في التظاهرة».[22]
- تصريح المتظاهرين عشية المظاهرة المليونية:[23] نفى منظمو المظاهرات التي انطلقت منذ يوم 14 فبراير/شباط 2011 م في العراق وستتوج بالمظاهرة المليونية المتوقعة غداً انتماءهم إلى أي جهة حزبية أو دينية، وأكدوا أنهم شبان وشابات عراقيون تواصلوا عبر موقعي فيسبوك وتويتر ومواقع أخرى على الإنترنت صممت لهذا الغرض، ودعوا إلى مظاهرة أطلق عليها مظاهرة الغضب. ويقول عدي الزيدي الناشط ورئيس اللجنة التحضيرية للمظاهرات في العراق أن: «حب العراق هو الذي جمعنا أولا، والكرامة والحرية المفقودتان في بلدنا الآن». وأضاف أنه قد تم تشكيل لجان عدة منها اللجنة الأمنية واللجنة الثقافية واللجنة الطبية، وذلك في كل محافظات العراق. وعن مطالب المتظاهرين يقول الزيدي:

1. إن المطلب الأول يتمثل في إخراج الاحتلال وإنهاء الاتفاقية الأمنية مع الاحتلال الأميركي، عبر البرلمان الذي يستطيع التصويت عليها وإلغاءها.
2. ثم تغيير الدستور الذي أسس للمحاصصة الطائفية.
3. ومحاسبة المفسدين الذين ينتشرون في كل مفاصل الدولة.

وحذر الزيدي من عدم الاستجابة لهذه المطالب، قائلا أنه إذا لم تلبّ هذه المطالب، فإن التظاهر سيستمر وسيرتفع سقفه إلى المطالبة بإسقاط الحكومة.

### الجمعة 25/2/2011 م (يوم الغضب)
قـُتل 29 مواطناً عراقياً على الأقل وأصيب نحو 150 بجروح برصاص قوات الأمن خلال مظاهرات واسعة خرجت في 15 محافظة عراقية اليوم تطالب بإصلاح شامل للنظام السياسي وتحسين المستوى المعيشي في البلد خلال مدة وجيزة. وجرت المظاهرات وسط انتشار أمني غير مسبوق، بينما أعلن محافظ البصرة استقالته وانضم قائد القوة العسكرية في نينوى إلى المحتجين. وكانت أعنف المظاهرات في الموصل، حيث سقط خمسة قتلى برصاص الأمن وأصيب نحو عشرين آخرين بجروح، واقتحم المتظاهرون مقر المحافظة وأحرقوا أجزاء منه.
ورغم الوضع الصعب الذي يمر به منذ العام 2003 م، عبر الشعب العراقي عن وجوده كقوة تطالب بحقوقها المشروعة في الحياة الكريمة متعالية على محاولات حشرها في مسميات طائفية ومذهبية وحسابات سياسية ضيقة. وتوحدت تقريبا مطالب المتظاهرين في المناطق العراقية المختلفة، وكانت تدعو لتغيير مجالس المحافظات والمحافظين والقضاء على الفساد وتحسين الخدمات، فيما رفعت لافتات في بغداد تطالب برحيل الحكومة على اعتبار أنها جاءت نتيجة الاحتلال الأميركي.
وكان رئيس الوزراء العراقي نوري المالكي وجه خطابا أمس الخميس دعا فيه إلى عدم التظاهر، واتهم من سيخرجون في المظاهرة بأنهم معادون للديمقراطية وينتمون إلى البعث والقاعدة. كما دعا محافظي العديد من المدن العراقية إلى يوم عمل للدوائر الحكومية رغم أن يوم الجمعة إجازة أسبوعية، في محاولة لثني موظفي الحكومة من الانخراط في المظاهرات.
- بغداد: شهدت بغداد اليوم الجمعة مظاهرات حاشدة أطلق عليها اسم «جمعة الغضب» احتذاء بالنموذج المصري، رغم الإجراءات الحكومية لإجهاض الدعوة قبل أنطلاقها من فرض حظر التجول على المركبات في عموم العاصمة العراقية منعا لوصول المتظاهرين. ولم يقتصر الأمر على ذلك، بل تعداه إلى إقامة بعض الحواجز الأمنية في أطراف بغداد والمناطق المؤدية لساحة التحرير واعتقال بعض الأشخاص المشاركين في تظاهرة أهالي أبو غريب كانوا يحملون اللافتات أثناء توجههم إلى الساحة نفسها. بدأت التظاهرة السلمية في الصباح الباكر بمئات المتظاهرين واتسعت لتصبح بالآلاف، حيث أدى المتظاهرون صلاة الجمعة في ساحة التحرير وسط تقديرات أشارت إلى وجود أكثر من خمسين ألف مشارك. وردد المتظاهرون هتافات عدة، منها: «نوري المالكي كذاب» و«بالروح بالدم نفيدك يا عراق»، في حين تعرض برلمانيون للرشق بالزجاجات الفارغة عندما حاولوا الانضمام إلى المتظاهرين الذين أجبروهم على الانسحاب. يشار إلى أن المتظاهرين أصدروا بيانا أكدوا فيهم رفضهم القاطع لمشاركة البرلمانيين والمسؤولين الحكوميين في المظاهرة إلا بعد تقديم استقالاتهم. وعند محاولة المتظاهرين إزاحة الحواجز الاسمنتية التي وضعت على جسر الجمهورية المؤدي إلى المنطقة الخضراء، قامت قوات مكافحة الشغب بإطلاق النار على المتظاهرين، ما أدى إلى سقوط العديد من الجرحى، كما قامت طائرات مروحية بالتحليق على ارتفاع منخفض فوق المتظاهرين مثيرة الغبار في محاولة لتفريقهم ومنعهم من التقدم. وانسحب المتظاهرون إلى الأزقة المحيطة بساحة التحرير بعد استخدام قوات مكافحة الشغب القنابل الصوتية والمسيلة للدموع وخراطيم المياه. من جانب آخر نفى الناطق باسم عمليات بغداد اللواء قاسم عطا إطلاق الرصاص الحي ضد المتظاهرين، مع العلم أن قيادة عمليات بغداد كانت قد أغلقت الشوارع المؤدية إلى المنطقة الخضراء، حيث تتواجد مقار الحكومة والبرلمان والسفارتان الأميركية والبريطانية. وشمل قرار الإغلاق أيضا جسور السنك والشهداء، في حين انتشرت نقاط التفتيش في شارع حيفا ومداخل كرادة مريم المؤدية إلى المنطقة الخضراء.[26] وفي إطار سعيها للتعتيم الإعلامي على مجريات الأحداث، قامت قوات الأمن العراقية باعتقال الإعلاميين الموجودين في ساحة التحرير ومصادرة أشرطة التصوير، بعد أن كانت منعت في وقت سابق دخول سيارات البث المباشر إلى ساحة التحرير. ومن جهتها قالت قناة الديار العراقية الخاصة إن قوات الأمن اقتحمت مقرها، ومنعتها من نشر الصور المباشرة من مكتبها القريب من ساحة التحرير.
- الموصل: وفي الموصل ثانية المدن العراقية جرت أعنف المظاهرات، حيث سقط خمسة قتلى برصاص الأمن وأصيب نحو عشرين آخرين بجروح، من بين آلاف المتظاهرين الذين اقتحموا مقر المحافظة وأحرقوا أجزاء منه. وخرج الوضع عن السيطرة بعد أن كانت المظاهرة سلمية في بدايتها، وجرت احتكاكات مع قوات الأمن، التي فتحت نيران الرصاص الحي على الحشود. وأشار الدباغ إلى أن قوات الأمن أغلقت جميع الجسور في الموصل لتمنع وصول المزيد من السكان إلى مقر المحافظة. ونقل عن محافظ نينوى أثيل النجيفي اتهامه لقوات الجيش الموجودة في الموصل بالسماح للمتظاهرين بدخول مبنى المحافظة، قائلا إن وثائق وأجهزة حاسوب تضم معلومات مهمة قد أحرقت. وأفاد الصحفي عبد الإله الطائي في اتصال مع الجزيرة بأن قائد العمليات في نينوى التابعة للجيش العراقي انضم إلى المتظاهرين في الموصل.[25]
- الحويجة: في قضاء الحويجة غرب مدينة كركوك قتل عراقيان وأصيب 30 آخرون بجروح برصاص الشرطة خلال مظاهرات حاشدة تمكنت من اقتحام المجلس البلدي ثم أضرموا النار فيه.
- الأنبار: في الأنبار غرب العراق قتل عراقي واحد على الأقل وأصيب العشرات بجروح خلال مظاهرات شارك فيها الآلاف، وأدت إلى المواجهة مع رجال الأمن. وفي مدينة الرمادي بمحافظة الأنبار غرب العراق، أدى آلاف من المتظاهرين الصلاة في ساحة وسط المدينة، وحملوا لافتات كتب على بعضها «الشعب يريد إسقاط النظام»، و«احذروا الخريجين إذا غضبوا».[27]
- البصرة: وفي البصرة كبرى مدن الجنوب العراقي، أطلقت قوات الأمن العراقية الغاز المدمع لتفريق آلاف المحتجين على تردي الخدمات وتفشي الفساد الإداري، وإزاء ذلك قدم محافظ البصرة عبود شلتاغ استقالته استجابة لطلب المتظاهرين.
- الديوانية[ ؟ ]: خرجت مظاهرات سلمية في شوارع الديوانية واتجهت إلى مبنى الحكومة المحلية للقيام باعتصام مفتوح في ساحة الساعة إلا أنهم فوجئوا بهجوم قوات الأمن عليهم أثناء أداء صلاة المغرب، الذين انهالوا عليهم بالضرب والشتائم مما أدى إلى سقوط 7 جرحى.
- كربلاء والنجف والناصرية[ ؟ ]: وفي جنوب العراق كذلك اجتاحت مظاهرات مدينتي كربلاء والنجف يشارك فيها الشباب في ظل إجراءات أمنية مشددة، وحملوا لافتات في كربلاء كتب عليها «بالأمس في تونس ومصر واليوم في العراق». وفي غضون ذلك، طاردت القوات العراقية المسلحين وأطلقت قنابل صوتية لتفريق المتظاهرين في مدينة الناصرية[ ؟ ] جنوب البلاد.[27]
- السليمانية وإقليم كردستان: استمرت المظاهرات الشعبية في عدد من مدن إقليم كردستان العراق للمطالبة بإجراء تغييرات جذرية في النظام السياسي ومعالجة الفساد الإداري في الإقليم. فقد خرج في مدينة السليمانية آلاف المتظاهرين لليوم الثامن على التوالي، مع إصرارهم على مواصلة التظاهر إلى أن تتحقق مطالبهم.[25] وقالت مصادر أمنية وطبية أن شخصا قتل وأصيب عشرة آخرون على الأقل عندما أطلقت قوات الأمن النار على محتجين في بلدة كلار الواقعة جنوبي السليمانية. كما قتل شخص وأصيب خمسة آخرون في اشتباكات في بلدة جمجمال الواقعة أيضا بشمال البلاد.[28]
- كما لقي شخصان حتفهما وأصيب 22 آخرون في سامراء وتكريت كما أصيب 43 من المحتجين وضباط الأمن في كركوك والفلوجة وسليمان بك والخالدية[ ؟ ] والمثنى والحلة والقادسية[ ؟ ].

### السبت 26/2/2011 م
أكد البرلمان العراقي تأييده لمطالب المتظاهرين الذين خرجوا يوم الجمعة في 15 محافظة، وقال رئيس البرلمان -في تصريح صحفي- «ندعم بشكل كامل» مطالب المتظاهرين بحقوقهم، داعيا الحكومة إلى تحمل مسؤوليتها بحماية المتظاهرين والحفاظ على أرواحهم وعلى الممتلكات العامة والخاصة، باعتبار أن «حق التظاهر مكفول للجميع».
وفي هذا الإطار أيضا أعلنت الحكومة العراقية إنهاء حالة حظر التجوال في بغداد ابتداء من الساعة الثامنة صباحا اليوم، حيث عادت الحياة الطبيعية إلى شوارع بغداد وساحة التحرير التي شهدت أكبر حشد للمظاهرات، ولكنها أبقت على جسر الجمهورية القريب من المنطقة الخضراء مغلقا حتى إشعار آخر.
- اعتقال مثقفي العراق بعد يوم الغضب: اعتقلت قوات الأمن العراقية نحو ثلاثمائة شخص، بمن فيهم صحفيون وفنانون ومحامون بارزون كانوا قد شاركوا في مظاهرات الجمعة الماضية التي عمت البلاد، فيما وصفه بعضهم بعملية لترهيب مثقفي بغداد الذين ما زالوا يؤثرون في الرأي العام الشعبي.[24]

ووصف الصحفيون الأربعة الذين أطلق سراحهم يوم السبت كيف تم اقتيادهم بعد مغادرتهم الاحتجاجات التي قام بها آلاف المتظاهرين في ساحة التحرير ببغداد. وقالوا إنه تم تكبيلهم وتعصيب أعينهم وضُربوا وهددوا بالإعدام من قبل جنود في وحدة الاستخبارات العسكرية.
وفي وصفه لمئات المحتجين الذين كانت رؤوسهم مغطاة بقلنسوات سوداء في السجن قال حسن السايري -صحفي وشاعر- إن «الأمر كان أشبه بالتعامل مع حفنة من عملاء القاعدة وليس مجموعة من الصحفيين. وكان الأمس أشبه باختبار وصورة للديمقراطية الجديدة في العراق».
- واشنطن بوست: قالت صحيفة واشنطن بوست إن المحتجين العراقيين كانوا مختلفين عن كثير من الثورات التي تجتاح الشرق الأوسط وشمال أفريقيا في أنهم كانوا يدعون للإصلاح وليس للتخلص من الحكومة. وأشارت الصحيفة إلى أن عدد الوفيات ارتفع إلى ما لا يقل عن 29 أمس بعدما أعلن المسؤولون عن وفاة ستة محتجين آخرين، بمن فيهم طفل عمره 14 سنة، متأثرين بجراحهم من الرصاص. وقد سُجلت الوفيات فيما لا يقل عن ثمانية أماكن بما فيها الفلوجة والموصل وتكريت.[24]

--الوضع الميداني:
- تكريت: أكدت مصادر أمنية في مدينة تكريت شمال بغداد، وفاة اثنين من المتظاهرين متأثرين بجروح أصيبا بها بسبب تعرضهما لرصاص قوات الأمن التي أطلقت النار على المتظاهرين الذين احتشدوا أمام مبنى المحافظة يوم أمس.[30]
- سامراء: في سامراء التابعة لمحافظة صلاح الدين، قالت مصادر أمنية أن أربعة أشخاص أصيبوا اليوم برصاص قوات مغاوير الشرطة أثناء تشييع جنازة رجل قتل في مظاهرة نظمت بالمدينة الجمعة.[30]
- السليمانية: تجددت المظاهرات اليوم في مدينة السليمانية -إحدى محافظات كردستان العراق- للمطالبة بتحسين الخدمات والقضاء على الفساد، فيما قامت قوات الأمن بتفريق المتظاهرين بالقوة لدى محاولتهم مهاجمة مقر الفرع الرابع للحزب الديمقراطي الكردستاني الذي يتزعمه رئيس الإقليم مسعود البارزاني.

### الأحد 27/2/2011 م
- البرلمان العراقي يشكل لجنة تحقيق: أعلن رئيس مجلس النواب العراقي أسامة النجيفي اليوم تشكيل لجنة للتحقيق في الأحداث الدامية التي رافقت مظاهرات يوم الجمعة الماضي في الموصل، وحمل قوات الجيش مسؤولية إضرام النار بمبنى محافظة نينوى، موضحا أن اللجنة حظيت بموافقة رؤساء الكتل السياسية وستباشر عملها خلال الأيام القليلة المقبلة. ودعا النجيفي إلى فتح تحقيق عاجل في ما تعرض له المتظاهرون في عموم المحافظات العراقية وخاصة تلك التي شهدت أعمال قتل، وأكد أن مجلس النواب سيتحرك بعد أن تكتمل الصورة باتجاه إيجاد حلول حقيقية لهذه المشاكل، معتبرا الفساد وملاحقة الفاسدين والمفسدين في العراق الهم الأكبر للبرلمان.[30]
- البرلمان العراقي يعلن إجراء انتخابات لمجالس المحافظات: بعد يومين من خروج العراقيين في تظاهرات «يوم الغضب» الجمعة الماضي، أعلن رئيس مجلس النواب أسامة النجيفي إجراء انتخابات لمجالس المحافظات خلال ثلاثة إلى أربعة أشهر، في خطوة اختلف حول أهميتها المراقبون والمحللون. وأكد أن البرلمان العراقي سيعلن عن ذلك في جلسته الأولى التي ستعقد بداية الأسبوع المقبل، علما بأن انتخابات مجالس المحافظات كانت أجريت في الثلاثين من يناير/كانون الثاني 2009، ومن المفترض أن تستمر السلطات المحلية لمدة أربعة أعوام حتى العام 2013 م.[31]
- تداعيات: وفي إطار تداعيات الاحتجاجات الشعبية التي وقعت يوم الجمعة الماضي في العديد من المحافظات العراقية، تقدم محافظ بابل ناصر الزركاني باستقالته من منصبه ليكون ثاني محافظ عراقي بعد محافظ البصرة يقدم استقالته من منصبه على خلفية المظاهرات الأخيرة.[30] كما اضطر أيضاً محافظا واسط والكوت[ ؟ ] إلى تقديم استقالاتهم تحت ضغط المتظاهرين، واستقال أيضاً مسؤولون في عدد من الأقضية والنواحي.[31]

--الوضع الميداني:
- العمارة[ ؟ ]: أصيب 13 شخصا بجروح جراء إطلاق القوات الأمنية النار على متظاهرين من العاطلين عن العمل في محافظة العمارة جنوبي العراق، مشيرة إلى أن هذه القوات فرضت حظر التجول في جميع أنحاء المدينة.[30]

### الإثنين 28/2/2011 م
- مطالب بمحاكمة نوري المالكي: رفع عدد من الإعلاميين العراقيين دعوى قضائية ضد نوري المالكي بصفته رئيس الوزراء والقائد العام للقوات المسلحة في العراق، بعد اعتقالهم خلال مشاركتهم في المظاهرة التي خرجت الجمعة الماضية في ساحة التحرير وسط بغداد. وقال هؤلاء أن أجهزة أمنية تابعة لمكتب المالكي اقتادتهم إلى أحد المعتقلات في بغداد حيث تعرضوا إلى أبشع أنواع التعذيب الجسدي والنفسي، وتم تهديد بعضهم بالاغتصاب، على حسب ادعائهم. وتنصب المطالب في إحالة المالكي إلى القضاء لمحاكمته بعد تنحيته عن رئاسة الحكومة.[32]

وعن السند القانوني الذي يمكن الاعتماد عليه في المطالبة بإقالة المالكي، قال الصحفي والإعلامي العراقي عماد العبادي أن السند هو قيام مجلس النواب بحجب الثقة عن المالكي وإسقاط حكومته، وبعدها يتم إحالته إلى القضاء للتحقيق معه بشأن الانتهاكات والجرائم التي حدثت خلال فترة حكمه وخلال مظاهرات يوم الجمعة.

### الثلاثاء 1/3/2011 م
- حظر التجول في كركوك: أعلنت الشرطة العراقية حظرا للتجوال في مدينة كركوك يبدأ من الساعة السادسة صباح اليوم بالتوقيت المحلي، وذلك في أعقاب بيان دعا للقيام بمظاهرة كبيرة في المدينة. وجاء الإعلان على لسان قائد قوات الشرطة في مدينة كركوك اللواء جمال طاهر الذي قال أمس الاثنين في مؤتمر صحفي إن حظر التجول سيبقى ساريا حتى إشعار آخر، محذرا من أن القوى الأمنية لن تتردد في اعتقال المخالفين. ولفت المسؤول الأمني إلى أن قرار حظر التجول يهدف للحفاظ على الوضع الأمني، بعد أن تم التنسيق بين الشرطة وقوات البشمركة الكردية والجيش العراقي، مشيرا إلى ورود معلومات تفيد بدخول سيارات مفخخة إلى المدينة لزعزعة الأمن فيها.[33]

### الأربعاء 2/3/2011 م (إصدار البيان رقم 1)
- البيان رقم 1 : يبدو أن المظاهرات المطالبة بإصلاحات في العراق بدأت تتجه نحو مزيد من التنظيم والتصعيد بعدما وحد المتظاهرون مطالبهم في بيان منحوه الرقم 1 اقتداء بنظام الترقيم الذي اتبعه الجيش المصري قبيل تنحي الرئيس حسني مبارك، كما اختار المتظاهرون عنوانا لما سمّوه الثورة العراقية هو ائتلاف «ثورة 25 شباط» (ثورة 25 فبراير). ودعا البيان رقم 1 جميع العراقيين إلى المشاركة في المظاهرات الواسعة التي يشهدها العراق، والتي انطلقت «لتشعل فتيل ثورة التغيير في العراق رغم التهديد والوعيد وحظر التجوال والحواجز الإسمنتية لتقطيع أوصال بغداد». وبحسب البيان فإن اليوم الأول من «ثورة 25 شباط» حقق أهدافا كبيرة في مقدمتها «الإجهاز على المشروعين الطائفي والعرقي اللذين أريد لهما أن يكونا واقع العراق المحتل، ودفن مخطط التقسيم إلى الأبد». ودعا البيان إلى مشاركة العراقيين في المظاهرات لتكون «جمعة الشهداء» امتدادا لـ«جمعة الغضب» التي وصفها البيان بأنها «بداية» الثورة، وصولا إلى «جمعة النهاية»، ثم «جمعة الحرية». ولم يذكر بيان «ائتلاف ثورة 25 شباط» أسماء شخصيات سياسية أو شبابية، لكن من المتوقع أن يظهر قريبا متحدثون باسم الائتلاف. ويأتي صدور هذا البيان وسط دعوات واسعة لخروج العراقيين في مظاهرات يوم الجمعة المقبل الذي تطلق عليه مواقع الإنترنت وصفحات التواصل الاجتماعي اسم «جمعة الشهداء» في إشارة إلى نحو 14 عراقيا قتلوا بيد قوات الأمن العراقية خلال المظاهرات التي خرجت في بغداد وعدة مدن أخرى.[34]

### الخميس 3/3/2011 م
- فرض حظر التجول: فرضت السلطات العراقية حظر تجول في العاصمة بغداد ومدن أخرى في إجراءات احترازية تسبق المظاهرات المقررة غداً الجمعة. وقد شمل الحظر: بغداد ونينوى (الموصل) وكركوك والبصرة والأنبار وديالى.[35]
- دعم للمظاهرات: اتفق زعيما القائمة العراقية إياد علاوي، والتيار الصدري مقتدى الصدر على دعم مطالب المتظاهرين المتعلقة بتحسين الخدمات ومحاربة الفساد بشكل خاص، وشددا على ضرورة إقامة علاقات إيجابية بين سائر الكتل والتيارات السياسية في البلاد خاصة كتلتيهما. وكان علاوي قد وصل اليوم إلى النجف للقاء عدد من المراجع الدينية بينهم مقتدى الصدر بعيد ساعات من إعلانه عن تخليه رئاسة مجلس السياسات الإستراتيجية العليا بسبب ما وُصف بأنه مماطلة من رئيس الحكومة نوري المالكي في تنفيذ الاتفاق المبرم معه برعاية رئيس إقليم كردستان مسعود البارزاني.[35]
- حملة لإقالة البارزاني: أطلق طلاب وأساتذة جامعة السليمانية الواقعة في محافظة السليمانية بإقليم كردستان العراق حملة لجمع تواقيع تدعو لإقالة رئيس الإقليم مسعود البارزاني، تحت شعار «يا أيها الرئيس لا نريدك»، في حين توقع مسؤولون ومحللون سياسيون أكراد فشل هذه الحملة. وكانت مطالب المتظاهرين تركز قبل أسبوع على التغيير وإصلاح النظام السياسي وتحسين الخدمات لكنها تحولت إلى مطالب باستقالة البارزاني بعد سقوط قتيلين وعشرات الجرحى على يد قوات الأمن التي تصدت للمتظاهرين. وفي أول تعليق لمسؤول كردي رفيع على مطالب المتظاهرين قال عضو مجلس النواب عن التحالف الكردستاني، فرياد راوندوزي أن صناديق الاقتراع ستكون هي الفيصل الحاسم في مطالب المتظاهرين. وأكد أن حملة جمع تواقيع من أجل إقالة البارزاني لن تجد لها صدى ولن تكون مؤثرة، لأن الذين ينادون بها أقلية لا تمثل الأغلبية الشعبية في كردستان، على حد قوله.[36]

### الجمعة 4/3/2011 م (جمعة الكرامة)
شارك آلاف العراقيين في مظاهرة حاشدة في ساحة التحرير وسط العاصمة بغداد فيما شهدت مدن أخرى من البلاد مظاهرات مماثلة في إطار «جمعة الكرامة» احتجاجا على الأوضاع المتردية التي يعيشها المواطنون منذ سنوات. وكانت السلطات العراقية قد فرضت في بغداد حظراً للتجول على السيارات والدراجات وأغلقت جسري السنك والجمهورية الذي يصل الساحة بالمنطقة الخضراء. وخارج بغداد فرضت السلطات في محافظات نينوى وكركوك والأنبار وديالى وصلاح الدين حظرا شاملا للتجول للسيطرة على الأوضاع عند انطلاق مظاهرات مماثلة. واستخدمت قوات الأمن العراقية مدافع المياه والهري لتفريق المتظاهرين في مدينة البصرة. وفرضت السلطات تعتيما واسعا على التظاهرات، وسمحت في العاصمة لأربع سيارات بث مباشر تابعة لقناة الحرة الأميركية ولقناة العراقية الحكومية وقناتي السومرية وآفاق، وقد اقتصرت وجودها على ساحة التحرير، وأنهت السلطات بثها في الساعة الواحدة بعد الظهر.
- بغداد: تجمع نحو ألفي شخص في ساحة التحرير بوسط المدينة للجمعة الثانية على التوالي. واضطر المتظاهرون للسير على الأقدام لأكثر من 30 كلم للوصول إلى مكان التظاهرة بساحة التحرير بسبب منع التجوال في عموم مناطق العراق ووضع نقاط تفتيش لإعاقة وصول المتظاهرين إلى أماكن تجمعهم. وتم تقطيع العاصمة إلى نصفين ولم يسمح لغالبية المتظاهرين بالوصول إلى ساحة التحرير. كما منعت الأجهزة الأمنية المواطنين من التظاهر في الأعظمية والغزالية وأطراف بغداد.[39] ورفع المشاركون أعلاما عراقية فيما هتف آخرون «كذاب كذاب نوري المالكي، كذابة كذابة العراقية» (في إشارة إلى رئيس الوزراء نوري المالكي وإلى قائمة العراقية بزعامة إياد علاوي)، و«نفط الشعب للشعب مو للحرامية» و«سلمية سلمية» في إشارة إلى طبيعة المظاهرة. كما حمل بعضهم لافتات كتب على إحداها «أين ذهبت أموال الشعب؟». وحمل أنصار موقع «جياع» على فيسبوك نعشا ملفوفا بعلم عراقي. وقال شمخي جبر -أحد مسؤولي الموقع- أن «التابوت يمثل الشهداء الذين سقطوا في المظاهرة السابقة. نريد تسليط الضوء على القوة المفرطة التي استخدمتها القوات الأمنية وإدانتها». ووصل شمخي مع العشرات سيرا على الأقدام من مسافات بعيدة في العاصمة العراقية المترامية الأطراف. واعتبر أن «الحكومة تخسر في فرض حظر التجول لأن المتظاهرين سيأتون في كل الأحوال». كما طالبت جماعة موقع «بلا صمت» على فيسبوك كذلك بالإصلاح ونددت بـ«مجلس محافظة بغداد الباطل» وبـ«زرع العبوات ونشر الحواجز الاسمنتية وبالسرقة والرشوات».[37]
- البصرة: فرقت قوات الجيش والشرطة بالقوة نحو سبعمائة محتج قرب مبنى مجلس المحافظة وسط البصرة بعدما رفض المحتجون الانصراف. وقد اعتدت قوات الأمن بالضرب على بعض الصحفيين أيضا وكان حظر حركة السيارات ساريا. وخلال تلك المظاهرات حمل بعض المحتجين قطعة خشب نحتت على شكل خريطة العراق تم إيصال أنبوب طبي بها في إشارة إلى أن العراق جسد ضعيف.
- الموصل: تجمع نحو ثلاثة آلاف شخص في ساحة الاحتفالات للاحتجاج على الفساد وحمل بعضهم صور أقارب قتلوا في مظاهرات الجمعة الماضية.[38]
- الفلوجة والرمادي وتكريت وسامراء والضلوعية والدجيل: تجمع المئات في منطقة حي الأندلس في مدينة الفلوجة، في حين منعت السلطات المحلية في الرمادي وتكريت المتظاهرين من الخروج. وقالت وسائل إعلام محلية أن طفلة سقطت بسامراء برصاص قناص حكومي وتظاهر المئات في الضلوعية والدجيل شمال بغداد.[39]
- الفاو والكرمة[ ؟ ]: تظاهر المئات أيضا في الكرمة[ ؟ ] والفاو منددين بسوء الخدمات ومكافحة الفساد. وطالب النتظاهرون في الفاو بإقالة القائم مقام وليد الشريفي.
- الناصرية[ ؟ ]: في مدينة الناصرية مركز محافظة ذي قار تظاهر حوالي ألف شخص أمام مبنى مجلس المحافظة وسط المدينة وطافوا في الشوارع الرئيسة في ظل إجراءات أمنية مشددة ز رفع المتظاهرون أعلاما عراقية وشعارات تندد بالفساد والمحاصصة الطائفية بينها «نعم للديمقراطية ولمحاربة الفساد» و«أين أموال النفط»؟ كما هتفوا «يا مالكي يا زبالة يا قائد النشالة».
- النجف: تجمع مئات من منظمات المجتمع المدني بينهم عدد كبير من النساء في ساحة الصدرين وسط المدينة، مطالبين بتحسين الخدمات ومعالجة البطالة ومحاربة الفساد. ورفعوا لافتات كتب على إحداها «نحن براء من جميع الأحزاب» و«بطالة في بلد الخيرات» و«قلتم جئنا لنخدم فأصبحتم سادة في بلد الخدم». وأطلقوا هتافات عدة بينها «يا رئيس الوزراء أين حق الفقراء؟».
- الحلة: تجمع مئات المتظاهرين بينهم رجال دين أمام مبنى مجلس المحافظة رفع بعضهم صورا لإصبع مبتور كتب عليها «نحن نادمون» في إشارة إلى الانتخابات. كما هتف بعضهم «كلكم حرامية» إضافة لعبارات بذيئة بحق النواب والحكومة.
- السماوة: تجمع أكثر من مائة شخص وسط المدينة مطالبين بتحسين الخدمات وإيجاد وظائف وسط هتافات «كذاب كذاب نوري المالكي».
- الديوانية[ ؟ ] وكربلاء: تظاهر العشرات في الديوانية أمام مبنى المحافظة وسط المدينة مطالبين بإقالة المحافظ سالم حسين علوان وحل مجلس المحافظة. كما خرجت تظاهرات حاشدة في كربلاء وتفاوتت شعارات المتظاهرين فيها بين المطالبة بتحسين الأوضاع المعيشية وإقالة كبار المسؤولين المحليين، وهتف البعض مطالبا بتغيير الحكومة وإعادة كتابة الدستور.

--لندن: تظاهر العشرات من أبناء الجالية العراقية أمام سفارة بلادهم في لندن دعما للمظاهرات في البلاد، ونادوا بإسقاط رئيس الوزراء نوري المالكي.
--ضرب الصحفيين أثناء المظاهرات: اعتدت قوات مكافحة الشغب في البصرة وبغداد بالهري على صحفيين عراقيين كانوا يغطون المظاهرات التي جرت اليوم فجرح عدد منهم، بينما منع عدد آخر من تغطية مظاهرات مماثلة في محافظتي صلاح الدين وديالى:
1. في مظاهرة ساحة التحرير ببغداد اعتدت مجموعة بالزي المدني تحمل أسلحة على حافلة تقلّ صحفيين وبحماية ضابط يرافقهم، حيث أوقفت الحافلة عند عودتها من ساحة التحرير باتجاه ساحة الفردوس مركز تجمع الصحفيين. كما اعتقل الصحفيون والمصورون في ساحة التحرير ولوحق المقيمون في فندقي الرشيد والسعدون، وأجرت المفارز الأمنية تحقيقات معهم، وأمرت القادمين من المحافظات بمغادرة العاصمة فورا.
2. في تكريت مركز محافظة صلاح الدين أبلغ الأمن الصحفيين بأن محافظ البلدة أصدر أمرا باعتقال أي صحفي يخرج من بيته، كما مُنعت فضائية صلاح الدين المحلية من التصوير.
3. في ديالى أصدرت السلطات المحلية أوامر بمنع وسائل الإعلام من تغطية المظاهرات. وتحدث رجال الشرطة عن أوامر صارمة باعتقال الصحفيين والتصدي لهم إذا شوهدوا يمارسون نشاطات إعلامية.

وكان عدد من الصحفيين قد اعتقلوا في مظاهرات الجمعة الماضية، وتعرضوا للتعذيب والإهانة والتهديد باغتصابهم إن لم يوقعوا على اعتراف بأنهم بعثيون ومن منظمي المظاهرات.

### الأحد 6/3/2011 م
دعت حركات شبابية في العراق إلى تظاهرات غدا بما أسمته «يوم الندم» باعتباره يمثل الذكرى السنوية الأولى للانتخابات البرلمانية في البلاد. وفي تحول في خريطة سير المظاهرات المطالبة بالتغيير والإصلاح دعت بيانات إلى الاعتصام في ساحة التحرير وسط العاصمة بغداد وليس فقط للتظاهر.
وأعلنت حركة ثوار بغداد وحركة شباب الإصلاح العراقي ومواقع على فيسبوك اعتبار يوم غد الاثنين يوما عاما للندم في العراق، باعتباره يمثل الذكرى السنوية الأولى للانتخابات البرلمانية في البلد، وقالت بيانات صادرة عن الحركات الشبابية إن موعد المظاهرات سيكون في ساحة التحرير وسط بغداد.
ومنبع الندم -وفق الجماعات الشبابية التي تقود التظاهرات- أنهم ذهبوا قبل عام تماما لانتخاب ممثليهم، لكن الممثلين اختلفوا حتى قبل البداية.

### الإثنين 7/3/2011 م (يوم الندم)
خرج مئات العراقيين إلى الشوارع في عدة مدن إحياء لما سموه «يوم الندم» في الذكرى الأولى للانتخابات النيابية التي جرت في مثل هذا اليوم من العام الماضي، رافعين شعارات تعبر عن خيبة أمل الشارع العراقي في العملية السياسية وعدم ثقته بالحكومة الحالية. في المقابل، حاولت السلطات العراقية التضييق على هذه التحركات حيث منعت البث المباشر لمظاهرة ساحة التحرير وسط بغداد، ونشرت الأجهزة الأمنية بكثافة كبيرة. وبالإضافة إلى تحذير قوات الشرطة العراقيين في مدن كثيرة من الخروج، تم إبلاغ شيوخ عشائر في محافظات الناصرية[ ؟ ] والسماوة وصلاح الدين وديالى والأنبار بعدم السماح لعشائرهم بالمشاركة في المظاهرات.
- الفلوجة: خرج أكثر من ألف متظاهر غالبيتهم من الشبان في مظاهرات وسط الفلوجة، وحمل المتظاهرون لافتات كتب عليها «أين الكهرباء يا دولة القانون؟» و«بالروح بالدم نفديك يا عراق» و«يا شباب سير سير نحن معاك للتحرير» و«لا لحكومة الاحتلال».[44]
- بغداد: خرج نحو مائتي شخص في مظاهرات في ساحة التحرير وسط المدينة وذلك وسط تدابير أمنية مشددة. وردد المتظاهرون في ساحة التحرير شعارات للمطالبة بتحسين الخدمات وحل أزمة السكن والبطالة ومحاربة الفساد الإداري.[44]
- الرمادي: شارك مئات العراقيين في الرمادي في مظاهرات «يوم الندم» رافعين شعارات تطالب بإقالة المحافظ ومجلس المحافظة ومحاسبة من وصفوهم بأنهم فاسدون مؤكدين ضرورة توفير الأمن والخدمات الأساسية.[43]

### الجمعة 11/3/2011 م (جمعة الحق)
تظاهر الآلاف من العراقيين في أنحاء العراق، فيما عرف بجمعة الحق مطالبين بسقوط حكومة رئيس الوزراء نوري المالكي وإجراء إصلاح شامل للعملية السياسية والدستور، وقد قمعت الشرطة المظاهرات مستخدمة الهريّ والرصاص الحي في بعض المدن.
- بغداد: تظاهر أكثر من ألفي شخص في ساحة التحرير وسط العاصمة مرددين طالبت بإصلاح النظام السياسي ومحاربة الفساد وتقديم من سمّوهم المفسدين إلى المحاكم. وتعرض المتظاهرون للضرب بالهري من قبل قوات مكافحة الشغب عندما منع المتظاهرون سلمان الموسوي العضو القيادي في حزب الدعوة والنائب عن قائمة دولة القانون في البرلمان من الدخول إلى ساحة التحرير مما أدى إلى إصابة عدد من المتظاهرين بجروح. ثم قامت قوات الأمن بإخراج المتظاهرين بالقوة من ساحة التحرير حوالي الواحدة ظهرا بالتوقيت المحلي وإنهاء المظاهرة. هذا وقد تعرض عدد من الصحفيين والناشطين إلى الضرب بالهريّ من قبل قوات مكافحة الشغب الذين طالبوهم بعدم ترديد هتافات مناوئة للحكومة. كما اصطدامت القوى الأمنية بالمتظاهرين خصوصًا في الشوارع المؤدية إلى ساحة التحرير بعد ازدياد أعداد المتظاهرين وعندما حاول بعضهم الوصول إلى جسر الجمهورية.
- السليمانية: أما في السليمانية بإقليم كردستان فلا يبدو أن شرطة مكافحة الشغب وقوات الأمن الأخرى قد اقتربت اليوم من تجمع لحوالي 4000 شخص قرب السراي الحكومي.[46]
- نينوى: منعت قوات الأمن المتظاهرين من الخروج بحجة عدم الحصول على ترخيص.[45]
- الموصل: أيضاً لم يتمكن المتظاهرون من الخروج بسبب قيام القوات الأمنية بقطع الطرق المؤدية إلى مركز المدينة.
- تلعفر: خرجت مظاهرة كبيرة فرقتها الشرطة مستخدمة الهريّ والرصاص الحي.
- قضاء بلد: كما خرجت مظاهرات في قضاء بلد (120 كلم شمال بغداد) تطالب بمحاسبة الفساد والمفسدين وإجراء إصلاحات سياسية ودستورية، وتحسين الخدمات وتوفير فرص العمل.
- الديوانية[ ؟ ]: خرجت مظاهرة واسعة تندد بالفساد المالي والإداري وتتهم الحكومة بالتستر على الفاسدين وتطالب بكشفهم ومحاكمتهم، وأكد المتظاهرون في هتافاتهم على المطالبة بالإصلاح السياسي وإسقاط الحكومة.
- طويريج: شهدت طويريج (جنوبي بغداد وهي مسقط رأس المالكي) مظاهرة حاشدة ندد فيها المتظاهرون بالحكومة وطالبوا بتغيير الدستور وإجراء انتخابات جديدة.
- البصرة: سلم المتظاهرون مطالبهم إلى مجلس المحافظة.
- سامراء: هدد ضابط كبير المواطنين بالقتل في حال خروجهم في متظاهرة.
- الفلوجة: تظاهر المئات في الفلوجة ومنعت السلطات المتظاهرين من الوصول إلى مركز المدينة.

### الإثنين 14/3/2011 م
- اعتقال المتظاهرين: أقر مسؤول برلماني كبير في مجلس النواب العراقي بأن شهر فبراير/شباط 2011 م شهد ارتفاعا في أعداد المعتقلين، بسبب المظاهرات التي خرجت في عموم محافظات العراق. وكان قسم حقوق الإنسان في هيئة علماء المسلمين قد أصدر بياناً حدد فيه عدد المداهمات التي حدثت خلال الشهر الماضي وأعداد المعتقلين. وأوضح بيان الهيئة أن شهر فبراير/شباط شهد 277 حملة مداهمة وتفتيش اعتُقل خلالها 1571 شخصا، بينهم ست نساء وعشرة مخطوفين. وجاء في بيان الهيئة أن الاعتقالات «طالت 14 محافظة، توزعت بواقع 468 معتقلاً».[47]

### الجمعة 18/3/2011 م (جمعة المعتقلين)
تظاهر الآلاف في ساحة التحرير بوسط العاصمة العراقية بغداد للمطالبة بالإفراج عن المعتقلين ضمن مظاهرات «جمعة المعتقلين» التي دعا إليها ناشطون على فيسبوك يطلقون على أنفسهم «شبان الثورة العراقية». كما شهدت عدة مدن مظاهرات لإطلاق المعتقلين وإجراء إصلاحات إدارية ومحاربة البطالة والفساد.
- بغداد: تجمع المتظاهرون في ساحة التحرير في وقت مبكر من صباح اليوم حاملين أعلام العراق وهم يهتفون بشعارات تطالب بالإفراج عن المعتقلين. وجاءت المظاهرة في ظل إجراءات أمنية مشددة، حيث تجمعت قوات الأمن بشكل كثيف في الشوارع وعند مداخل الجسور المؤدية إلى المنطقة الخضراء (شديدة التحصين التي توجد فيها المباني الحكومية وعدد من سفارات الدول الغربية) وفوق أسطح البنايات العالية.[48]
- الرمادي: تظاهر المئات في الرمادي مطالبين بإسقاط حكومة رئيس الوزراء نوري المالكي، ونددوا بانشغال البرلمان بقضية البحرين بدلا من «حل مشاكل المواطنين» بينما أصيب عشرة أشخاص بجروح خلال تفريق مظاهرة أخرى بمدينة قريبة. وانتقد أحد المشاركين في مظاهرة الرمادي ويدعى سعيد الدليمي (41 عاما) انشغال البرلمان بمناقشة قضية البحرين -التي تشهد احتجاجات شعبية- في حين يعيش العراق مشاكل لم يتم علاجها. وكتب على اللافتات بالرمادي «أهالي الأنبار يقفون ضد الطاغية المالكي وأعوانه، وسوف يذكر التاريخ ظلم وطائفية حكم المالكي في أرض الرافدين».[48]
- الفلوجة والموصل: أطلقت قوات الأمن الرصاص في الهواء واستخدمت القنابل الصوتية لتفريق متظاهرين كانوا يطالبون بالإفراج عن المعتقلين، كما تظاهر المئات في الموصل مطالبين بالإفراج عن المعتقلين الذين لم تثبت إدانتهم وتعويضعهم عن الأضرار التي لحقت بهم.[48]

### السبت 19/3/2011 م
- اعتصام للصحفيين: أعلن اليوم صحفيو جريدة الصباح التابعة لشبكة الإعلام العراقي بدء اعتصام للمطالبة بالتحرر من هيمنة الحكومة أو أطراف فيها، في حين منعت شبكة الإعلام الصحفيين من تغطية الاعتصام. ووزع المعتصمون بيانا باسمهم تضمن عددا من المطالب، منها التأكيد على استقلالية الإعلام العراقي العمومي متمثلا في شبكة الإعلام العراقي، وحل هيئة الأمناء الحالية فورا، وتشكيل هيئة جديدة.
وحضرت الاعتصام عضو البرلمان عن القائمة العراقية ميسون الدملوجي، وقالت للجزيرة نت «تسلمنا مطالب الصحفيين العاملين في جريدة الصباح، وسنقوم بعرضها على جلسة البرلمان القادمة، وسنسعى لدعم وتحقيق مطالب المعتصمين كونها مطالب مشروعة يكفلها الدستور».
وكانت القوات الأميركية قد أصدرت جريدة الصباح بعد غزوها البلد عام 2003، وتم بعد ذلك تأسيس شبكة الإعلام العراقي التي تضم إلى جانب «الصباح» كلا من فضائية «العراقية» والإذاعة المرتبطة بها، ومجلة «الشبكة المنوعة».
يذكر أن انتقادات واسعة توجه إلى الحكومة العراقية لتضييقها على حرية الإعلام ومنعها التغطية المباشرة للمظاهرات الجارية بالعراق، إضافة إلى اعتقال الصحفيين وتعريضهم للتعذيب وإرغامهم على التوقيع على اعترافات تحت التعذيب.
وفضح عدد من الإعلاميين الذين اعتقلتهم الأجهزة الأمنية خلال مظاهرات 25 فبراير/شباط الماضي هذه الممارسات، كما تعرض صحفيون في البصرة مطلع الشهر الجاري لاعتداءات وضرب، أصيب خلالها عدد منهم بجروح مختلفة.[49]

### الأحد 20/3/2011 م
- مظاهرة حاشدة في السليمانية: تظاهر الآلاف اليوم في مدينة السليمانية بإقليم كردستان العراق، في أكبر احتجاج حتى الآن على حكومة الإقليم للمطالبة بإصلاحات سياسية ووضع حد للفساد وتحسين الخدمات. وتجمع الآلاف في الساحة الرئيسية بالسليمانية -ثاني أكبر مدينة في المنطقة الكردية- للاحتفال ببداية العام الكردي والفارسي الجديد «النيروز» لكن الاحتفال سرعان ما تحول إلى حشد احتجاجي للمطالبة بالإصلاح.
ولوح المحتشدون بالأعلام الكردية مرددين هتافات تدعو للإصلاح ووضع حد للفساد وتحسين الخدمات الأساسية، كما أشعلت في الساحة -التي يخيم فيها المحتجون منذ الشهر الماضي- نار كبيرة وفقا للتقاليد المعمول بها، وحمل الآباء أطفالهم كي يتمكنوا من متابعة المشهد.
ويقول المحتجون إن حكومة الإقليم صارت فاسدة وغير ديمقراطية، خاصة أنه يهيمن على الحياة السياسية فيه منذ عقود حزبان رئيسيان هما الحزب الديمقراطي الكردستاني الذي يتزعمه مسعود البارزاني، وحزب الاتحاد الوطني الكردستاني الذي يتزعمه الرئيس العراقي جلال الطالباني. وقالت متحدثة باسم المحتجين في السليمانية «تجمعنا بالآلاف اليوم للاحتفال بعيد النيروز، والتشديد على أننا لا نزال نطالب بالاستجابة لمطالبنا الخاصة بالإصلاح.. نحن هنا لنقول إن مطالبنا لم تلب بعد». ورغم أن مظاهرة الأحد كانت أكبر احتجاج حتى الآن في السليمانية، فإنها كانت سلمية وكان وجود الأمن محدودا للغاية.
يذكر أن الاحتجاجات انطلقت في إقليم كردستان يوم 17 فبراير/شباط الماضي من ساحة السراي بالسليمانية، لكنها تحولت إلى العنف بعدما تصدت أجهزة الأمن للمتظاهرين واستخدمت ضدهم الرصاص الحي مما أفضى إلى مقتل شخصين وجرح العشرات، وقد تواصلت المظاهرات منذئذ وشهدت سقوط قتلى وعشرات الجرحى.
ويتظاهر العراقيون منذ أسابيع للمطالبة بإصلاحات سياسية وتحسين الخدمات، لكن المظاهرات في غير الإقليم الكردي هدأت نوعا ما منذ مقتل ما لا يقل عن عشرة أشخاص في يوم من الاحتجاجات العنيفة الشهر الماضي.[50]

### الإثنين 21/3/2011 م
- حلبجة: تظاهر 250 شابا يطالبون بالإصلاح، واشتبكوا مع الشرطة التي حاولت تفريقهم بالعصي. أدت الاشتباكات إلى مقتل شرطي أصيب بطلق ناري لم يُعرف مصدره، كما سجلت 10 إصابات أخرى خلال المظاهرة.[51]
- وعود مسعود البارازاني: وعد رئيس إقليم كردستان العراق مسعود البارزاني هذا الأسبوع بتغيير الحكومة وإجراء إصلاحات.[51]

### الجمعة 25/3/2011 م (يوم الرباط)
تظاهر المئات من سكان بغداد ومدن عراقية أخرى اليوم الجمعة الذي أطلق عليه اسم «يوم الرباط» احتجاجا على الفساد الإداري والمالي في دوائر الحكومة، مطالبين بمعاقبة المفسدين والقضاء على البطالة وإطلاق المعتقلين وتوفير الخدمات الضرورية وفي مقدمتها الكهرباء.
- بغداد: شهدت ساحة التحرير مظاهرة شارك فيها مئات العراقيين الذين رفعوا شعارات ورددوا هتافات تطالب بالتغيير والإصلاح واجتثاث الفساد والمفسدين. وأحاطت بساحة التحرير الأسلاك الشائكة ورجال أمن مدججون بالسلاح بينما أبلغ مسؤولون أمنيون المتظاهرين بإخلاء الساحة والتفرق في موعد أقصاه الواحدة بعد الظهر وإلا سيتعرض من يخالف ذلك للاعتقال. وطالب المتظاهرون بـ«إطلاق سراح المعتقلين في السجون العراقية والأميركية» مؤكدين استمرارهم في الاحتجاج إلى حين تنفيذ مطالبهم رغم سوء الطقس واستمرار هطول الأمطار.[52]
- مدن أخرى: كما خرج العراقيون في مظاهرات في عدة مدن من بينها الحلة مركز محافظة بابل جنوبا والمقدادية بمحافظة ديالى شرقا.[52]
- مظاهرة نسائية ببغداد لإطلاق المعتقلين: واصلت أمهات وزوجات المعتقلين العراقيين للجمعة الثانية على التوالي التظاهر في ساحة التحرير وسط العاصمة بغداد للمطالبة بإطلاق أزواجهن وأولادهن الذين اعتقلتهم الأجهزة الأمنية ولا يزالون في السجون الحكومية. يذكر أن الحكومة لم تصدر أي خطوة خلال الأسبوع الماضي لتلبية مطالب أمهات وزوجات المعتقلين واللواتي ازداد عددهن بما يقرب من ضعف ما كان في الجمعة الماضية، وتوجّه المتظاهرات دعوات إلى زوجات وأمهات المعتقلين الآخرين للالتحاق بهن في ساحة التحرير.[53]

### السبت 26/3/2011 م
أعلنت خمس منظمات عراقية عزمها القيام باعتصام مفتوح أمام القواعد الأميركية في العراق في التاسع من أبريل/نيسان المقبل بمناسبة الذكرى الثامنة للاحتلال الأميركي للبلاد. وأطلقت المنظمات على ذلك اليوم اسم «يوم الخلاص» وقالت أن المشاركين فيه لن يوقفوا خطوتهم قبل تنفيذ جملة من المطالب، على رأسها خروج الاحتلال الأميركي دون شرط، وإلغاء الاتفاقية الأمنية التي «تنتهك سيادة واستقلال العراق» حسب نص بيان الاعتصام.

### الخميس 31/3/2011 م
- العشائر تطالب بإسقاط النظام: أعلنت هيئات ومجالس العشائر العراقية انضمامها للمظاهرات الاحتجاجية لأول مرة منذ اندلاعها في 25 الشهر الماضي، ووعدت بمشاركة حاشدة يوم التاسع من أبريل/نيسان المقبل الذي يوافق ذكرى احتلال العراق، وذلك للمطالبة بتغيير النظام.[55]

### الجمعة 1/4/2011 م (جمعة غضب في السليمانية)
أصيب في مدينة السليمانية بكردستان العراق 45 شخصا خلال مظاهرات أطلق عليها منظموها «جمعة الغضب». وذكرت مصادر أمنية محلية أن من بين المصابين 23 من قوات الأمن والدفاع المدني وأحد مصوري فضائية شعب كردستان. وطالب المتظاهرون بإجراء إصلاحات سياسية واقتصادية واسعة في إقليم كردستان العراق، من بينها محاربة الفساد ومحاسبة المتلاعبين بالمال العام، وإنهاء سيطرة الحزبين الكرديين الرئيسيين على كافة مجالات الحياة في الإقليم.
وكان المئات من أهالي السليمانية قد خرجوا أمس في مظاهرة بمنطقة كلار للمطالبة بالإصلاح السياسي.

### الجمعة 8/4/2011 م (جمعة الرحيل)
شهدت عدة مدن ومناطق في العراق اليوم مظاهرات بعد صلاة الجمعة تطالب برحيل القوات الأميركية، التي يبلغ قوامها 47 ألف جندي، وعدم التمديد لها بعد أن نصت اتفاقية أمنية بين واشنطن وبغداد على انسحاب هذه القوات بنهاية عام 2011 م.
- بغداد: توافد آلاف العراقيين إلى ساحة التحرير للمشاركة في ما سموه مظاهرة «جمعة الرحيل»، ورفعوا شعارات تندد «بالاحتلال وعملائه». وقال عدي الزيدي -أحد منظمي المظاهرات في العراق ورئيس جبهة إنقاذ العراق- أن الحكومة العراقية «حاولت بكل الأشكال أن تعيق وصول المتظاهرين إلى ساحة التحرير». وأضاف أن جميع أعضاء اللجنة التحضيرية لمظاهرة «يوم الرحيل»، التي نظمت اليوم ومظاهرة «يوم الخلاص»، التي ستنظم غداً، أصدرت السلطات الحكومية مذكرات اعتقال بحقهم. ومن جهته قال الصحفي حسن جمعة -أحد مؤسسي «تجمع 15 شباط»- إن المتظاهرين المناهضين للحكومة رفعوا سقف مطالبهم من تحسين الخدمات وإقالة محافظ بغداد إلى إسقاط الحكومة والبرلمان وتغيير العملية السياسية الجارية في البلاد.[57]
- الكاظمية: نظم المؤتمر التأسيسي للقوى المناهضة للاحتلال بعد صلاة الجمعة في الكاظمية شمالي بغداد مظاهرة حاشدة شارك فيها عراقيون من مختلف القوميات والمذاهب. وشارك في المظاهرة شيوخ العشائر وعلماء الدين بمختلف مذاهبهم وأديانهم من جميع مناطق بغداد، وطالبوا بإجلاء القوات الأميركية من العراق.[57]
- الأنبار: شهدت محافظة الأنبار أيضا مظاهرات حاشدة بعد صلاة الجمعة رفعت شعارات تدعو إلى خروج القوات الأميركية من العراق وإطلاق سراح المعتقلين في السجون. وأكدت كلمات ألقاها في المظاهرات عدد من علماء الدين على ضرورة التلاحم الوطني بين العراقيين من أجل إنهاء الاحتلال وإعادة بناء العراق.[57]
- الأعظمية: في حي الأعظمية ببغداد، خرج الآلاف أيضا في مظاهرات منددة بالاحتلال وتجمعوا قبالة مسجد أبو حنيفة النعمان. وطالبوا -في بيان تلي خلال المظاهرة- برحيل القوات الأميركية ودعوا الحكومة العراقية إلى عدم التمديد لها وعدم السماح لواشنطن بإقامة قواعد عسكرية في العراق. وطالب البيان برفض أي شكل من أشكال الاحتلال والتدخل في شؤون العراق، وإطلاق سراح المعتقلين وتعويضهم عن الظلم والأضرار التي لحقت بهم.[57]

### السبت 9/4/2011 م
- مقتدى الصدر يهدد بجيش المهدي لطرد الاحتلال: في بيان هو الثاني في غضون يوم وتمت قراءته أمام حشد ضخم من أتباعه، هدد زعيم التيار الصدري مقتدى الصدر بإيقاف تجميد جيش المهدي، ودعا أتباعه إلى الاعتصام المفتوح في أرجاء البلاد للمطالبة بخروج القوات الأميركية من العراق. وطلب الصدر من أتباعه المتجمعين في الذكرى الثامنة للاحتلال الأميركي للعراق التوجه إلى أقرب مكاتب للتيار الصدري للمشاركة في الاعتصام السلمي المطالب بخروج الاحتلال. وأمر الصدر أنصاره بتصعيد المقاومة السلمية والشعبية والاعتصامات ورفع شعار «الشعب يريد إخراج الاحتلال», و«الشعب يريد إسقاط الغزاة», و«الشعب يريد إسقاط الفساد». وكان قد هدد في بيان سابق اليوم أيضا بتصعيد عملية المقاومة العسكرية والرجوع عن تجميد جيش المهدي إذا لم يخرج الأميركيون من العراق نهاية العام الجاري. وقال المساعد البارز حازم الأعرجي «نقول للبيت الأسود بأننا جميعا قنابل موقوتة والأزرار بيد السيد القائد مقتدى الصدر». وأضاف أنه ينبغي على القوات الأميركية أن ترحل من أرض العراق دون رجعة.[58]

### الأربعاء 13/4/2011 م
- منظمة العفو الدولية تدين استخدام القوة: دعت منظمة العفو الدولية السلطات العراقية إلى حماية حقوق المحتجين في التظاهر السلمي، كما طالبتها بالتحقق في قمع قوات الأمن للاحتجاجات المطالبة بتحسين الخدمات الأساسية. وقالت الجماعة المعنية بحقوق الإنسان إن قوات الأمن العراقية استخدمت القوة بشكل مفرط في بغداد وإقليم كردستان لقمع احتجاجات ضد الفساد وتردي الخدمات الأساسية في البلاد. وأضافت المنظمة في تقرير أن القوات المسلحة أو قوات الأمن أو الحرس الأمني أطلقت الذخيرة الحية في عدة مناسبات، مما أسفر عن مقتل أو إصابة محتجين ومارة. كما دعت المنظمة السلطات العراقية إلى منع التعذيب الذي تمارسه قوات الأمن التي «تكاد لا تخضع» لأي محاسبة، مشيرة إلى أنها حصلت على أدلة تؤكد تعذيب نشطاء أثناء احتجازهم واستهداف صحفيين غطوا الاحتجاجات. في المقابل رفضت حكومة إقليم كردستان تقرير منظمة العفو رغم إقرارها بحصول الانتهاكات.[59]

### الخميس 14/4/2011 م
- دعوة للتظاهر: دعا شباب الثورة العراقية الشعب إلى المشاركة الواسعة في مظاهرات ما سموها جمعة الاستنفار غدا للمطالبة بالرحيل الكامل للقوات الأميركية من العراق. من جهتها منعت السلطات العراقية التظاهر في ساحتي التحرير والفردوس بوسط بغداد، وحددت ملاعب الشعب والكشافة والزوراء لإقامة المظاهرات المرخص لها. وبررت السلطات قرارها بحرصها على سلامة المتظاهرين.[60]
- تواصل الاعتصام في الموصل: واصل مئات من الأهالي الموصل اعتصاماً في ساحة الأحرار وسط المدينة. وقد انضم عدد من شيوخ القبائل من وسط العراق وجنوبه إلى المعتصمين المطالبين بالإفراج عن أبنائهم المعتقلين في سجون الحكومة، أو الكشف عن مصيرهم على الأقل. كما ناشدت أمهات المعتقلين وزوجاتهم المنظمات الدوليةَ التدخل، ولا سيما أن كثيرا من المعتقلين قد عُذِّبوا، ثم إن اعتقالهم ليس له أي مسوغ قانوني.[60]

### الجمعة 15/4/2011 م (جمعة الأحرار)
رغم قرار الحكومة العراقية منع التظاهر في ساحة التحرير، تظاهر مئات العراقيين في الساحة بوسط العاصمة العراقية فيما أطلق عليه جمعة الأحرار، مطالبين برحيل حكومة نوري المالكي وإطلاق سراح المعتقلين ومحاسبة المفسدين. وجاءت المظاهرة في تاسع جمعة للمظاهرات الأسبوعية المستمرة منذ ما يزيد على الشهرين.
- بغداد: ردد المتظاهرون في ساحة التحرير هتافات تطالب بتغيير الحكومة ورئيسها من بينها «ارحل ارحل يا مالكي» و«هبت رياح التغيير». وتؤشر مطالبة المتظاهرين بإسقاط الحكومة إلى ارتفاع في سقف المطالب التي كانت تنحصر بتوفير الخدمات ومحاربة الفساد والبطالة وإطلاق سراح المعتقلين وفق الوكالة. وجرت المظاهرة وسط انتشار كثيف لقوات الأمن التي قامت بتطويق المتظاهرين ومنع بعضهم من الوصول إلى ساحة التحرير. كما قام رجال أمن بزي مدني باعتقال عدد كبير من المتظاهرين في ساحة التحرير وفي مناطق محيطة بالساحة وقبل صولهم إليها.[61]
- الموصل (الاعتصام في ساحة الأحرار): واصل المئات من أهالي المدينة وشيوخ العشائر وأمهات وزوجات معتقلين اعتصاماتهم في ساحة الأحرار بوسط المدينة للمطالبة بالرحيل الكامل لقوات الاحتلال الأميركية وإطلاق سراح المعتقلين، ومما ميز اعتصام اليوم توافد عشرات المحامين إلى ساحة الاعتصام وإعلانهم تضامنهم مع المعتصمين. وقال عدي الزيدي رئيس جبهة إنقاذ العراق أحد منظمي الاعتصام أن الآلاف من أهالي نينوى ومناطق أخرى توافدوا للمشاركة في الاعتصام يتقدمهم شيوخ عشائر الموصل وكركوك وذي قار وكربلاء والنجف وديالى والذين قرروا الانضمام إلى المعتصمين. كما شهد الاعتصام انضمام المقدم صالح أحد ضباط الشرطة في نينوى مع عدد من أفراد دوريته للمحتجين، حيث قام هؤلاء بنزع شاراتهم العسكرية وانضموا للمعتصمين.[61]
- ديالى: تظاهر العشرات اليوم احتجاجا على ما وصفوه بسوء الأوضاع العامة في البلاد، وطالب المتظاهرون بإطلاق سراح المعتقلين واتخاذ خطوات عاجلة لإصلاح الخدمات العامة لاسيما الكهرباء والماء.[61]

### الأحد 17/4/2011 م
- السليمانية: أصيب 35 عراقيا على الأقل -بينهم سبعة من رجال الشرطة- في اشتباكات بين محتجين وقوات الأمن بمدينة السليمانية شمال العراق، وذلك في إطار احتجاجات مستمرة تستلهم ثورات تونس ومصر تنديدا بالفساد وتقييد الحريات. وأعلنت الشرطة وشهود أن الاشتباكات اندلعت عندما كانت الشرطة تحاول إبعاد المحتجين عن ميدان رئيسي فأطلقت النار واستخدمت الهري والغازات المسيلة للدموع.[62]

### الإثنين 18/4/2011 م
- السليمانية: أصيب 81 شخصا بجروح 9 منهم بالرصاص في مواجهات اندلعت بين متظاهرين يطالبون بالإصلاح وقوات الأمن الكردية في مدينة السليمانية بشمال العراق. وتظاهر العشرات من أهالي المدينة في ميدان السراي وسط السليمانية، وعندما توجهوا إلى مديرية الأمن الكردي وقعت اشتباكات بين الجانبين رشق فيها المتظاهرون أثناءها رجال الأمن بالحجارة. ورد رجال الأمن بإطلاق الرصاص الحي، مما أدى إلى إصابة 81 شخصا بجروح تمت معالجة 9 منهم من إصابات ناجمة عن إطلاق الرصاص عليهم. وكانت السليمانية شهدت أمس تظاهرات مماثلة أدت إلى سقوط 14 جريحا بينهم صحفية و5 من عناصر الأمن. يذكر أن ميدان السراي في مدينة السليمانية يشهد تظاهرات حاشدة منذ 17 فبراير/شباط الماضي يقودها محتجون يطالبون بتحقيق إصلاحات سياسية وتحسين الخدمات وإنهاء الفساد في إقليم كردستان.[63]
- أربيل: خرج المئات من الطلبة والأساتذة في مظاهرة احتجاجية أمام جامعة صلاح الدين في مدينة أربيل دعوا فيها حكومة إقليم كردستان العراق للقضاء على الفساد وانتهاج مبدأ الشفافية في الحكم وتحسين الأوضاع المعيشية. وقوبلت المظاهرة بتصد عنيف من قبل قوات الأمن التابعة للبشمركة مما أشاع جوا من القلق والمخاوف من وقوع مصادمات جديدة بين الطرفين في وقت لاحق.[64]

### الخميس 21/4/2011 م
- الاعتصام في الموصل وحظر التجول: تشهد ساحة الأحرار وسط الموصل منذ 13 يوماً اعتصامات ومظاهرات تطالب بخروج القوات الأميركية من العراق ورفض تمديد فترة بقائها وإطلاق سراح المعتقلين وإجراء إصلاحات في المؤسسات الحكومية. وأعلنت السلطات الأمنية حظر التجول في المدينة ابتداء من فجر اليوم الخميس وحتى إشعار آخر يشمل المركبات والأشخاص وذلك على خلفية دعوة رؤساء عشائر نينوى المعتصمين في ساحة السجن (ساحة الأحرار) إلى إضراب شامل عن العمل في كافة دوائر الدولة والقطاع الخاص. إلا أن مدير شرطة الموصل اللواء أحمد محمد عطية، قال إن الحظر فرض بعد ورود معلومات تشير إلى دخول أربع سيارات مفخخة إلى المدينة. ولكن محافظ نينوى أثيل النجيفي قال إن مطالب المعتصمين مشروعة وإن حظر التجوال لم يفرض بالتنسيق مع السلطات المحلية.[65] وتتوافد على الساحة منذ أيام وفود تمثل العشائر العراقية من مختلف مدن البلاد. وكان ضابطا شرطة برتبة مقدم ورائد قد انضما إلى المعتصمين بعدما أعلنا تخليهما عن رتبتيهما. وقال عدي الزيدي -وهو أحد منظمي الاعتصام- إن المشاركين توافدوا من مختلف أنحاء العراق، حيث يشارك شيوخ عشائر من كركوك وذي قار[ ؟ ] وكربلاء والنجف وديالى والبصرة وغيرها فضلا عن شيوخ عشائر الموصل. كما يشارك مواطنون ونساء من أمهات وزوجات المعتقلين الذين تغص بهم السجون العراقية ولا يعرف مصير غالبيتهم.[66]

### الجمعة 22/4/2011 م
تظاهر مئات العراقيين اليوم الجمعة في الموصل وبغداد وسط إجراءات أمن مشددة مطالبين بالإصلاح، ومكافحة الفساد، ورحيل القوات الأميركية. وسقط قتيل في الموصل وجرحى في مواجهات جرت على هامش الاحتجاجات الجديدة.
- الموصل - ساحة الأحرار: تواصل توافد أهالي الموصل إلى ساحة الأحرار رغم قطع كثير من الطرق والجسور من قبل قوات الأمن التي انتشرت أيضا على مداخل المدينة. وقالت مصادر في المدينة إن بعض المتظاهرين اشتبكوا بالأيدي مع قوات الأمن التي منعتهم من الوصول إلى الساحة بينما رشق محتجون قوات عراقية وأميركية بأحذيتهم. وكان محافظ نينوى أثيل النجيفي قد تحدى الحظر المفروض بإقدامه على قيادة عدد من المتظاهرين والتوجه إلى ساحة الأحرار.[67] وقُتل الشاب لؤي خليل أثناء اشتباكات بين متظاهرين كانوا في طريقهم إلى ساحة الأحرار ووحدات من الفرقة الثانية في الجيش العراقي، كما أصيب 3 آخرون في هذه المواجهات. ونقل عن راكان العبيدي أحد منظمي الاعتصام في ساحة الأحرار أن مئات المتظاهرين قدموا من محافظات مجاورة لمحافظة نينوى رغم فرض حظر التجوال أمس الخميس. ويطالب المعتصمون، الذين هددوا في وقت سابق بالعصيان المدني والإضراب العام، بانسحاب القوات الأميركية، ورددوا اليوم هتافات تطالب بالإسراع في الإصلاح الاقتصادي والسياسي، وإطلاق المعتقلين.[68]
- بغداد: تجمع مئات العراقيين في ساحة التحرير للمطالبة بإصلاحات سياسية، ومحاربة الفساد، وإطلاق سراح المعتقلين، وذلك في ظل إجراءات أمن مشددة. وحمل المتظاهرون لافتات كتب على بعضها «نطالب بالإسراع في إنهاء ملف المعتقلين وإطلاق سراحهم», و«نطالب باستقلال القضاء العراقي، ومحاكمة الفاسدين». وقام عدد من قوة أمنية ترتدي الزي المدني بالاعتداء على المدون العراقي حيدر حمزوز أثناء تغطيته للتظاهرة عبر الخليوي الخاص به إلى المواقع الاجتماعية " فيسبوك وتويتر "، وأنهالوا بالضرب عليه وسرقه جهازه الخليوي وسط مناشدته للقوات الآمنية المتواجدة في ساحة التحرير بمساعدته، ولكن قامت بمساعدة هولاء الأشخاص بالهروب من ساحة التحرير، دون فعل أي شيء[بحاجة لمصدر]. وردد المتظاهرون هتافات تندد بالحكومة العراقية مثل «الشعب يريد إصلاح النظام». كما طالبوا بمحاسبة الضالعين في قضايا فساد عبر إحالتهم إلى القضاء، وتوفير المواد الغذائية وفق نظام البطاقة التموينية.[68]
- السليمانية: أصدرت أحزاب المعارضة الكردية بيانا شجبت فيه اقتحام ساحة السراي بمدينة السليمانية من قبل قوات تابعة للسلطات الكردية وتفريق المتظاهرين بالقوة. ودعا البيان إلى سحب القوات التي نشرتها السلطات في الساحة ومحيطها، وإطلاق الحريات. وتصف السلطات إجراءاتها بالقانونية، وتقول إنها ماضية في ضبط الاستقرار، وضمان الحركة التجارية في المدينة التي تشهد مظاهرات تندد بالفساد، وتطالب بالإصلاح الإداري منذ 64 يوما.[68]

### السبت 23/4/2011 م
- السليمانية: توفي شاب كردي متأثرا بجروح أصيب بها خلال احتجاجات في السليمانية بشمال العراق الأسبوع الماضي، ليرتفع إلى عشرة عدد قتلى الاحتجاجات التي اجتاحت المدينة منذ فبراير/شباط الماضي للمطالبة بالإصلاح والقضاء على الفساد. في هذه الأثناء، تحدى مئات من الطلبة بجامعة السليمانية قرارات الحظر اليوم السبت، ونظموا اعتصاما جديدا، وانتقدت جماعات حقوقية دولية بحدة رد الحكومة الكردية على الاحتجاجات. وفي هذا السياق، دعت هيومن رايتس ووتش السلطات الكردية إلى الكف عن توسيع حملتها على الاحتجاجات السلمية، كما أعربت منظمة «مراسلون بلا حدود» عن صدمتها الشديدة، جراء ما سمته الاعتقالات التعسفية.[69]
- اعتقالات لمنع الدخول إلى الموصل: قالت مصادر أمنية بمدينة صلاح الدين لوكالة الأنباء الألمانية إن قوات من الجيش العراقي احتجزت نحو 30 من شيوخ العشائر في مدينة صلاح الدين والنجف كانوا في الطريق إلى مدينة الموصل للمشاركة في اعتصام جماهيري بساحة الأحرار للمطالبة بانسحاب القوات الأميركية. وذكرت المصادر أن نقطة تفتيش للجيش العراقي في مدخل مدينة الموصل منعت الشيوخ من الدخول واحتجزتهم بدعوى عدم الحصول على موافقات أمنية مسبقة.[69]
- اقتحام الاعتصام في الموصل: هطل المطر بغزارة فغادر المعتصمون ساحة الأحرار (التي يعتصمون بها منذ أسبوعين) للاتقاء من المطر ريثما تصفو السماء، في هذه الأثناء اقتحمت قوات الأمن العراقية الساحة وقامت بإزالة الخيم واللافتات المطالبة برحيل الاحتلال وإطلاق المعتقلين. وعندما عاد المعتصمون إلى الساحة وجدوا أن كل شيء قد أزيل فأعادوا بناء الخيم من جديد وعادوا للاعتصام. هذا وقد رفض مجلس محافظة نينوى تعيين قائد شرطة جديد في المحافظة كان رئيس الوزراء نوري المالكي قد أمر بتعيينه بعد بدء الاعتصام. في غضون ذلك بثت فضائية الرافدين العراقية صورا تظهر رتلا عسكريا أميركيا من 3 مدرعات وهو ينسحب أمام مجموعة من المتظاهرين قطعوا الطريق عليه ملوحين بأحذيتهم بالموصل.[70]

### الأحد 24/4/2011 م
- تواصل الاعتصام في الموصل: احتشد آلاف العراقيين في ساحة الأحرار في مدينة الموصل في واحدة من أكبر الاحتجاجات حتى الآن ضد أي تمديد للوجود العسكري الأميركي في العراق، متحدين قوات الأمن التي اقتحمت الساحة يوم أمس. واحتشد نحو 5000 شخص -بينهم أعضاء بمجلس المحافظة وشيوخ قبائل- في الساحة الرئيسة (ساحة الأحرار) لإبداء معارضتهم لتمديد وجود القوات الأميركية بعد انتهاء المهلة في نهاية العام. كما انضم عدد من الفنانين والشعراء من أبناء المدينة إليهم، ووجهوا دعوات إلى أدباء وفناني العراق من مختلف المدن للمشاركة في اعتصام الموصل الذي مضى عليه أسبوعان، ويشارك فيه عشرات الآلاف من العراقيين.[71] وفي مدينة ينظر إليها على أنها آخر قاعدة لتنظيم القاعدة في المناطق الحضرية، مزج المحتجون الشعارات المعادية لأميركا مع دعوات مكافحة الفساد والضغط للإفراج عن المعتقلين العراقيين. وتزايدت الاحتجاجات التي بقيت سلمية إلى غاية الآن في منذ 9 أبريل/نيسان الجاري المصادف للذكرى الثامنة لإسقاط القوات الأميركية تمثال الرئيس السابق صدام حسين في بغداد. ومن المقرر أن تسحب واشنطن القوات المتبقية من العراق مع نهاية العام الحالي بعد أكثر من ثماني سنوات من الغزو الذي قادته الولايات المتحدة.[72]
- الإصرار على الاعتصام: أعلن شيوخ العشائر المتواجدون في ساحة الأحرار بالموصل مواصلة الاعتصام متحديّن تهديدات الأجهزة الأمنية باعتقالهم ومؤكدين أنهم لن يغادروا مكان الاعتصام إلا بعد أن تتحقق جميع مطالبهم. واستنكر المعتصمون الهجوم الذي شنته عليهم قوة قالوا إنها تتبع الجيش العراقي في الموصل ليلة الأحد، وانهالت بالضرب بالعصي على عدد منهم وأحرقت بعض الخيام وحطمت الكراسي الموجودة داخلها، محذرين هذه الأجهزة من تكرار ذلك. يذكر أن محافظ الموصل أثيل النجيفي كان التحق بالمتظاهرين في ساحة الأحرار وحاولت قوة من الجيش العراقي منعه من الوصول إلى المعتصمين، إلا أن حشداً منهم فتح الطريق أمامه رغم وجود قوة كبيرة من الجيش.[73]

### الإثنين 25/4/2011 م
- قوات الأمن تهاجم المعتصمين في الموصل: جرح 10 أشخاص على الأقل خلال اشتباكات وقعت بين قوات الأمن والمحتجين المطالبين بخروج القوات الأميركية في البلاد. وقال مسعف وشهود إن الاشتباك اندلع عندما أطلقت قوات الأمن أعيرة نارية في الهواء واستخدمت خراطيم المياه لمنع زهاء ثلاثة آلاف محتج من الوصول إلى الساحة الرئيسة بالمدينة. بدوره ذكر مصدر طبي بمستشفى الموصل -طلب عدم ذكر اسمه- أن المستشفى استقبل 10 مصابين بجروح سببتها عصي وحجارة، بينهم عناصر من الشرطة وأغلقت القوات الأمنية بعد ذلك الساحة بحواجز الأسمنت المسلح. يأتي هذا بعدما تجمع آلاف العراقيين أمس الأحد في واحدة من أكبر الاحتجاجات حتى الآن ضد أي تمديد للوجود العسكري الأميركي في العراق، متحدين قوات الأمن التي فرقت اعتصامهم في ساحة الأحرار يوم السبت. ومزج المحتجون الشعارات المعادية لأميركا مع دعوات مكافحة الفساد والضغط للإفراج عن المعتقلين العراقيين. وتتزايد التجمعات الحاشدة في الساحة منذ 9 أبريل/نيسان الجاري احتجاجا على احتمال تمديد وجود القوات الأميركية في العراق بعد نهاية العام. وينتظر أن تسحب الولايات المتحدة قواتها الباقية بحلول 31 ديسمبر/كانون الأول المقبل بموجب الاتفاقية الأمنية مع العراق بعد ثماني سنوات من الغزو الذي قادته عام 2003.[74]

### الثلاثاء 26/4/2011 م
- إضراب عام في نينوى: شهدت محافظة نينوى شمالي العراق إضرابا عاما دعا إليه المحافظ أثيل النجيفي، احتجاجا على قمع معتصمين في الموصل يوم أمس. وكانت قيادة قوات نينوى قد اقتحمت أمس ساحة الأحرار وسط الموصل، وفرقت بالقوة مئات المعتصمين كما أزالت خياما أقامها المحتجون في الساحة. وأصيب عشرات المتظاهرين خلال تفريق الاعتصام، وأغلقت القوات الأمنية بعد ذلك الساحة بحواجز الأسمنت المسلح. وقال النجيفي إنه تم تعطيل الدوام الرسمي في المحافظة احتجاجا على القمع، منتقدا بشدة تصرفات القوات الأمنية ضد المعتصمين والمتظاهرين.[75]

### الجمعة 29/4/2011 م
- السليمانية (الجيش يفض الاعتصام): تحولت ساحة التحرير بالسليمانية -حيث اعتصم المحتجون لعدة أسابيع وهم يهتفون للحرية- إلى منطقة عسكرية يرابط فيها مئات الجنود بعد أن استطاعوا فك اعتصام المحتجين فيها، مما أثار ارتياح الأحزاب الحاكمة في كردستان، وانتقاد الحقوقيين والمتظاهرين. وقد أدى نشر الآلاف من الجنود المدججين بالسلاح في السليمانية بإقليم كردستان العراق إلى إنهاء شهرين من الاحتجاجات ضد الفساد والحكم الاستبدادي. وقال قائد وحدة عسكرية منتشرة في ميدان السليمانية الرئيسي، حيث كان المتظاهرون يحتشدون يوميا منذ فبراير/شباط الماضي، «إنهم كانوا يعتقدون أنهم يستطيعون إسقاط الحكومة. مخططاتهم باءت جميعها بالفشل». وأضاف، متحدثا عن الاعتصام «ليس الأمر مظاهرة ينظمها الشعب بل أحزاب المعارضة، ونحن لا نسمح بذلك». وقالت الأحزاب الكردية الحاكمة بالسليمانية إن فك الاعتصام من المدينة يشكل نجاحا كبيرا على من سمتهم مثيري الشغب الذين قالت إن دوافعهم كانت سياسية. وعلى خلفية فك الاعتصام انتقد حقوقيون ومعتصمون تحرك الجيش واقتحامه للساحة، معتبرين أنهم خسروا معركة ولكنهم لم يخسروا الحرب، على حد تعبيرهم. وقد تركزت مطالب مظاهرات السليمانية في الأسابيع الماضية على رفض سيطرة حزبين رئيسيين، هما الديمقراطي الكردستاني بزعامة مسعود البارزاني، والاتحاد الوطني الكردستاني بزعامة جلال الطالباني، على الحياة السياسية في المنطقة التي تتمتع بالحكم الذاتي، بالإضافة إلى التنديد بالفساد والمحسوبية. كما طالب المتظاهرون مؤخرا بحل الحكومة الإقليمية، وهو ما قوبل بقرارات تحظر التجمعات. وقد قتل ما لا يقل عن 10 أشخاص، بينهم اثنان من أفراد قوات الأمن في الاحتجاجات وأصيب المئات. ودعت هيومن رايتس ووتش السلطات الكردية إلى الكف عن توسيع حملتها على الاحتجاجات السلمية، كما أعربت منظمة «مراسلون بلا حدود» عن صدمتها الشديدة، جراء ما سمته الاعتقالات التعسفية.[76]
- بغداد: تظاهر مئات العراقيين في ساحة التحرير في بغداد مطالبين بخروج القوات الأميركية وإسقاط حكومة نوري المالكي، متحدين حظرا على التظاهر في الميدان، في احتجاج ترافق مع اعتصامات في محافظات أخرى. وكانت الحكومة حدّدت ملعبيْ الشعب والكشافة مكانيْن للتظاهر، لكن المحتجين تحدوا القرار ونزلوا إلى ساحة التحرير. وكان بين المطالب التي رفعت خروج الاحتلال الأميركي وعدم التمديد له، وأيضا خروج ما وصف بـ «الاحتلال الإيراني» وإسقاط الحكومة ومحاكمة الفاسدين.
وبدأت المظاهرات بالعراق في الخامس من فبراير/ شباط الماضي بمحافظة الكوت[ ؟ ]، وامتدت إلى محافظة بغداد في الخامس والعشرين من الشهر ذاته. وخلفت الاحتجاجات منذ ذلك التاريخ أكثر من ثلاثين قتيلا ومئات الجرحى، سقطوا برصاص الأمن.[77]
- الموصل (قتيل): شهدت مدينة الموصل عاصمة نينوى تجمعات مختلفة، قرب الجسر الرابع وجسر الحرية وساحة باب الجديد، رغم أنتشارٍ أمني كثيف للفرقة الثانية، التي أخرجت المعتصمين من ساحة الأحرار قبل أربعة أيام. وتحدث غانم العابد، وهو أحد منظمي الاعتصامات، عن قتيل برصاص الأمن وعشرات الجرحى سقطوا اليوم.[77]
- الأنبار - الرمادي: تواصل اعتصام أهالي الرمادي ومدن تابعة لها لخامس يوم على التوالي، وطالبوا بخروج الاحتلال الأميركي وما أسموه «الاحتلال الإيراني» وبإسقاط الحكومة والإفراج عن المعتقلين.[77]
- تكريت: تشهد ساحة التحرير في تكريت مركز صلاح الدين اعتصاما مفتوحا منذ الأحد، نظمه أهالي وشيوخ ووجهاء عشائر المحافظة، مطالبين برحيل الاحتلال والإفراج عن المعتقلين.[77]

### الثلاثاء 3/5/2011 م
- بغداد - ساحة التحرير: احتضنت ساحة التحرير ببغداد معرضا تشكيليا تجسد لوحاته مطالب المتظاهرين الذين يتواجدون في الساحة منذ 25 فبراير/شباط الماضي، مؤكدين أنهم سيواصلون تحركهم الاحتجاجي حتى تتحقق جميع مطالبهم، ويرى تشكيليون أن مشاركتهم تأتي للتعبير عن تضامنهم ومشاركتهم في العمل الوطني. واستقبل هذا المعرض جميع لوحات الفنانين التي يتناول أصحابها معاناة العراقيين وتتحدث عن مظاهرات العراق في ساحة التحرير بالعاصمة العراقية وفي مناطق أخرى، وفق ما يؤكده فنانون عراقيون.[78]

### الجمعة 6/5/2011 م
شهدت مدن عراقية عديدة مظاهرات للمطالبة بإنهاء الاحتلال الأميركي ومحاربة الفساد، في وقت عززت فيه قوات الأمن وجودها بمدينة الموصل لمنع وصول المتظاهرين إلى ساحة الأحرار.
- بغداد: تجمع مئات المتظاهرين في ساحة التحرير بوسط العاصمة العراقية بغداد للمطالبة بالرحيل الكامل للقوات الأميركية، وإطلاق سراح المعتقلين، ومحاسبة الفاسدين.[79]
- الموصل: شهدت الموصل بشمالي العراق انتشارا أمنيا مكثفا لمنع وصول المتظاهرين إلى ساحة الأحرار في وسط المدينة بعد انقضاء صلاة الجمعة.[79]
- الرمادي: انضم مئات العراقيين إلى المعتصمين في ساحة التحرير عند المدخل الشمالي للمدينة لأداء صلاة الجمعة هناك. ويطالب المعتصمون «بالرحيل الكامل للقوات الأميركية، وإنهاء التدخل الإيراني في شؤون العراق، وإطلاق سراح المعتقلين، وإنهاء نظام المحاصّة الطائفية الذي يحكم العملية السياسية منذ عام 2003».[79]

## القرارات
1. الجمعة 25/2/2011 م سقوط أول مسؤول: أجبرت المظاهرات التي انطلقت يوم الجمعة 25/2/2011 م (يوم الغضب) محافظ البصرة شلتاغ عبود على تقديم استقالته استجابة لطلب المتظاهرين.[27]
2. الأحد 27/2/2011 م: تقدم محافظ بابل ناصر الزركاني باستقالته من منصبه ليكون ثاني محافظ بعد محافظ البصرة يقدم استقالته من منصبه على خلفية الاحتجاجات الشعبية التي وقعت يوم الجمعة 25/2/2011 م.[30]
3. الأحد 27/2/2011 م: اضطر محافظ واسط إلى تقديم استقالاته تحت ضغط المتظاهرين.[31]
4. الأحد 27/2/2011 م: اضطر أيضاً محافظ الكوت[ ؟ ] إلى تقديم استقالاته تحت ضغط المتظاهرين، واستقال أيضاً مسؤولون في عدد من الأقضية والنواحي.[31]
5. الأحد 27/2/2011 م: البرلمان العراقي يعلن إجراء انتخابات لمجالس المحافظات: بعد يومين من خروج العراقيين في تظاهرات «يوم الغضب» الجمعة الماضي، أعلن رئيس مجلس النواب أسامة النجيفي إجراء انتخابات لمجالس المحافظات خلال ثلاثة إلى أربعة أشهر، في خطوة اختلف حول أهميتها المراقبون والمحللون. وأكد أن البرلمان العراقي سيعلن عن ذلك في جلسته الأولى التي ستعقد بداية الأسبوع المقبل، علما بأن انتخابات مجالس المحافظات كانت أجريت في الثلاثين من يناير/كانون الثاني 2009، ومن المفترض أن تستمر السلطات المحلية لمدة أربعة أعوام حتى العام 2013 م.[31]

## ردود الفعل الدولية
في البداية عندما كانت أغلب الاحتجاجات هي في إقليم كردستان لم تكن هناك ردود فعل دولية رغم سقوط القتلى. وقد قال أستاذ العلوم السياسية أسعد أبو خليل بخصوص الاحتجاجات في المناطق الكردية أن الإعلام الغربي يصور إقليم كردستان العراق على أنه مثال الديمقراطية والشفافية ولهذا لا يعرف كيفية التعامل أو تفسير هذه الاحتجاجات.
ولكن عندما انطلق يوم الغضب (الجمعة 25/2/2011 م) بدأت ردود الفعل بالظهور:
- منظمة مراقبة حقوق الإنسان: 25/2/2011 م: طالبت منظمة هيومن رايتس ووتش السلطات العراقية بفتح تحقيق فوري في سقوط عشرات الضحايا برصاص الأمن في عدة مناطق بالبلاد أثناء المظاهرات التي جرت الجمعة 25/2/2011 م. وقالت المنظمة أن «الاستخدام المفرط للقوة ولا سيما الذي يؤدي إلى وقوع قتلى يستوجب مقاضاة المسؤولين عنه بمن فيهم من أعطوا الأوامر».[28]
- الولايات المتحدة: 28/2/2011 م: أعربت واشنطن على لسان المتحدث باسم مجلس الأمن القومي تومي فيتور عن انزعاجها من طريقة تعامل قوات الأمن العراقية مع الاحتجاجات، وتعرضها للصحفيين الذين كانوا يغطون الأحداث.[33]
- المنظمة العربية لحقوق الإنسان: 28/2/2011 م: أدانت المنظمة العربية لحقوق الإنسان من مقرها في القاهرة ما أسمتها جرائم القتل العمد التي ارتكبتها قوات الأمن والجيش العراقي بحق المشاركين في المظاهرات السلمية. ودعا البيان مجلس حقوق الإنسان في الأمم المتحدة للنظر في هذه الانتهاكات الجسيمة، والعمل على اتخاذ التدابير الكفيلة بعدم تكرارها مستقبلا.[33]